# Lista cântecelor de Madonna
Acest articol prezintă în ordine alfabetică toate cântecele înregistrate de cântăreața pop Madonna și lansate pe single sau incluse pe un album de-al acesteia. Piesele înregistrate care nu au fost incluse pe albume și discuri single oficiale ale artistei, majoritatea compozițiilor din I'm Breathless și Evita, variantele demo ale unor cântece, remixurile, precum și colaborările pentru care nu este creditată nu sunt incluse; excepție fac piesele lansate ca fața B a unor discuri single și unele variante demo, cunoscute în întregime.
Între 1982 și 2009 a lnsat 75 de discuri single și 8 single-uri doar pentru cluburi, înregistrând peste 100 de piese numai pentru albumele de studio.
Cuprins: Început - 0–9 A B C D E F G H I J K L M N O P Q R S T U V W X Y Z

## 0-9

### „4 Minutes” (în colaborare cuJustin TimberlakeșiTimbaland)
Scrisă de Madonna, Timbaland, Justin Timberlake și N. Hills și produsa de Timbaland, Timberlake și Danja, piesa a devenit primul single de pe ultimul album de studio al solistei in urma contractului cu Warner Bros. Records. La fel ca multe din producțiile lui Timbaland din acea perioadă, și acest cântec a devenit un hit, devenind al 13-lea cântec al Madonnei care atinge prima poziție în Marea Britanie, oferindu-i și cele mai multe piese de top 10 în Statele Unite – 37. În august 2008 a primit dublu disc de platină, devenind cel mai bine vândut single al ei în Statele Unite, alături de „Vogue”. Internațional, s-a descurcat la fel de bine, ocupând prima poziție în Australia, Canada, Elveția, Germania, Italia, Irlanda, Mexic, România și Olanda, în celelalte țări clasându-se în top 3.

## A

### „Act of Contrition”
Cântecul a fost compus și produs de Madonna și Patrick Leonard pentru al patrulea album de studio al solistei, Like a Prayer. Cântecul începe cu aceasta șoptind o rugăciune, fiind urmat de o chitară rock solo în timp ce corul din cântecul „Like a Prayer” se aude pe fundal, derulat invers.

### „Ain't No Big Deal”
Înregistrat la începutul anilor '80 și produs inițial de Steve Bray, cântecul trebuia sa facă parte de pe albumul de debut al Madonnei însa datorită unor probleme (cine să producă single-ul, Bray sau Mark Kamins, cel care a descoperit-o pe Madonna și i-a produs cantecul „Everybody”; ca răzbunare, Bray a vândut drepturile de autor altei companii) piesa nu a mai fost inclusă. În 1986, Reggie Lucas a produs o nouă variantă, fiind folosită pentru fața B a discului single „True Blue” în Statele Unite și „Papa Don't Preach în afara Statelor Unite.

### „American Life”
Produs de solistă și Mirwais Ahmadzai, cântecul a fost primul single de pe albumul de studio cu acelasi nume, în ciuda recenziilor negative primite de la criticii muzicali. Premiera la radio a avut loc pe 24 martie, în aceeași zi cu cea digitală. Videoclipul a stârnit controverse mari în momentul lansării sale deoarece critica invazia Irakului din 2003 de către trupele americane. Din această cauză, piesa a ajuns doar pe locul 37 în Billboard Hot 100, cu toate că a devenit un succes de top 10 internațional: locul 1 in Canada, Elveția, Japonia și Italia, locul 2 în Regatul Unit și Suedia, locul 7 în Australia, Chile, România și locul 10 în Franta și Germania. Remixurile, realizate de Peter Rauhofer și Paul Oakenfold au ajuns pe locul 1 în Hot Dance / Club Play Chart.

### „American Pie”
În 2000, Madonna și Rupert Everett au jucat împreuna în filmul The Next Best Thing, o comedie dramatică. Personajul interpretat de Madonna, Abbey, cântă piesa la înmormântarea unui prieten. Everett a convins-o pe solistă să înregistreze propria ei versiune, după originalul de Don McLean. Cântăreața a lucrat cu William Orbit pentru a-i da un sunet contemporan piesei; lansată în primavara anului 2000, și deși considerată una din cele mai proaste preluări realizate, „American Pie” a ajuns pe locul 1 în Australia (primul de la „Keep It Together”/„Vogue”), Elveția (primul de la „Secret”), Germania (primul de la „La Isla Bonita”), Italia și Regatul Unit (primul de la „Frozen”). Ironic, piesa nu a fost lansată comercial în Statele Unite, atingând locul 29 în Hot 100 doar pe bază de difuzări radio. Într-un interviu din 2001, Madonna e explicat că „o anumită companie de înregistrari mi-a forțat mâna să-l înregistrez”, de aceea nu l-a inclus pe compilatia de hituri GHV2. A făcut totuși parte din varianta non-americană a albumului de studio Music.

### „Angel”
Scris de Madonna și Steve Bray și produs de Nile Rodgers pentru al doilea album de studio, Like a Virgin. A fost lansat ca față A, cu „Into the Groove” pe fața B în Statele Unite și ca dublă față A cu același cântec în Australia. În Europa a avut parte de lansare proprie. „Angel” este una din piesele mai puțin cunoscute ale Madonnei, succesul fiindu-i eclipsat de „Into the Groove,” iar videoclipul nu a fost decât un colaj alcătuit de momente din „Burning Up”, „Borderline”, „Lucky Star”, „Like a Virgin” și „Material Girl”. Cântecul a făcut parte din turneul Virgin, cu toate că interpretarea nu a fost inclusă pe lansarea video a acestuia. Piesa a fost de asemenea omisă de pe toate compilațiile lansate de Madonna.

### „Another Suitcase in Another Hall”
Ultimul single de pe coloana sonoră a filmului Evita, a avut parte de o lansare regională, în câteva țări din Europa de Vest, atingând top 10 în Regatul Unit, locul 23 în Irlanda și locul 91 în Olanda. Videoclipul a fost alcătuit din momentul din film în care aceasta cântă piesa.

## B

### „Bad Girl”
„Bad Girl”, lansat international, a fost al treilea single de pe albumul Erotica. Piesa a avut cele mai slabe poziții ale Madonnei în topurile internaționale, ratând pentru prima data de la începutul carierei sale top 20 în Australia, Olanda și Statele Unite, cu toate că a devenit al 32-lea hit consecutiv de top 10 în Regatul Unit, stagnând pe locul 10. Videoclipul, realizat de David Fincher, este considerat de unii ca fiind o adevărată operă de artă. Actorul Christopher Walken joacă rolul îngerului păzitor, sau după alții, îngerului morții; momentul de la finalul videoclipului, în care Madonna apare strangulată a fost criticat datorită violenței.

### „Be Careful With My Heart”
Ricky Martin a convins-o pe Madonna să înregistreze acest duet, ce a fost inclus pe albumul lui din 1999. Deși a fost considerat pentru a fi al doilea single, Madonna a fost prea ocupată pentru a filma un videoclip, iar planurile de lansare au fost anulate.

### „Beat Goes On”
Compus de Pharrell Williams, Madonna și Kanye West, produs de The Neptunes și co-produs de Madonna, cântecul a fost inclus pe ultimul album de studio contractual cu Warner Bros Records, Hard Candy (2008). O versiune inițială, intitulată „The Beat Goes On” a apărut pe internet în august 2007, cu toate că versiunea finală diferă total de aceasta, având și o parte de rap de Kanye West. „Beat Goes On” a făcut parte din turneul Sticky & Sweet, West fiind prezent pe scenă pentru partea sa pe un ecran uriaș.

### „Beautiful Stranger”
Madonna a contribuit la coloana sonoră a filmului Austin Powers: Spionul care mi-a tras-o cu această melodie influențată de anii '70, compusă și produsă de aceasta și William Orbit. Lansat în vara anului 1999, piesa a fost un succes comercial și critic, câștigand un premiu Grammy pentru „Cel mai bun cântec original pentru un film” precum și un premiu MTV pentru „Cel mai bun videoclip pentru un film”, atingând poziții de top 5 internațional, notabil în Canada unde a devenit al 17-lea ei single care atinge poziția maximă. Piesa a făcut parte din turneul Drowned World, fiind inclus în albumele greatest hits GHV2 și Celebration.

### „Bedtime Story”
Scris de Nelle Hooper, Bjork și Marius DeVries, cântecul a fost al treilea single de pe albumul Bedtime Stories (1994). Deși Madonna a acceptat cântecul imediat, considerându-l „uimitor”, publicul nu a fost de acord, acesta rupând șirul de hituri de top 40 consecutive al Madonnei în Statele Unite, începand cu „Holiday” (locul 16) în 1983 și terminând cu „Take a Bow” (locul 1) în 1994, precum și cel din Canada, începand cu „Like a Virgin” (locul 1) în 1984 și terminând cu „Take a Bow” (de asemenea, locul 1). Videoclipul, inspirat de picturile unor artiști ca Remedios Varo și Frida Kahlo, este unul experimental, fiind achiziționat de către Muzeul de Arte Moderne din New York pentru expoziția permanentă. În ciuda insuccesului, a fost inclus pe albumul de hituri GHV2. 

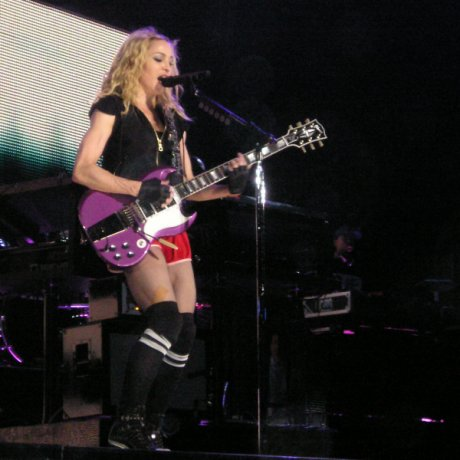
Madonna a interpretat hitul „Borderline” pentru prima dată din 1985 în turneul Sticky & Sweet din 2008.

### „Borderline”
Scris și produs de Reggie Lucas pentru albumul de debut al Madonnei, acesta a devenit primul hit de top 10 al solistei în Billboard Hot 100, fiind și primul ei single certificat cu discul de aur. Deși lansarea originală nu s-a bucurat de succes în Europa, relansarea din 1985 a adus-o pe locul 1 în Irlanda, dupa ce inițial nu intrase în clasament și pe locul 2 în Regatul Unit, unde poziția maximă obtțnută anterior era locul 56. Videoclipul i-a adus Madonnei o nominalizare la premiile MTV pentru „Artistul debutant”, cu toate că premiul a fost câștigat de Eurythmics. Piesa a fost inclusă în turneul Virgin, cu toate că omis din lansarea video și în prima parte a turneului mondial Sticky & Sweet.

### „Buenos Aires”
Scris de Andrew Lloyd Webber și Tom Rice pentru muzicalul Evita, „Buenos Aires” a fost inclus și în varianta cinematografică a acestuia, fiind considerat un posibil single. Totuși, probabil după succesul limitat al „Another Suitcase in Another Hall”, planurile au fost anulate, cu toate că cluburile primiseră deja un disc promoțional, ceea ce a adus cântecul pe locul 3 în Billboard Dance Music/Club Play.

### „Burning Up”
Piesa a fost scrisă de Madonna și produsă de Reggie Lucas. Lansată ca al doilea single de pe albumul de debut, în unele țări ca dublă față A cu „Physical Attraction”, melodia nu s-a bucurat de succes în afara Australiei unde a atins top 20, ratând celelalte clasamente, inclusiv cel american, cu excepția celui de club, unde a ajuns pe treapta a treia. A facut parte din două dintre turnelee Madonnei – The Virgin Tour și Re-Invention Tour.

### „Bye Bye Baby”
Ultimul single de pe Erotica, a fost lansat doar în Oceania și Italia, atingând locul 15 în Australia, Italia și Japonia. Ca și videoclip, interpretarea din turneul The Girlie Show a fost folosită; unele posturi au difuzat interpretarea de la premiile MTV, ce a fost promovată pe post de reclamă pentru turneu în Australia.

## C

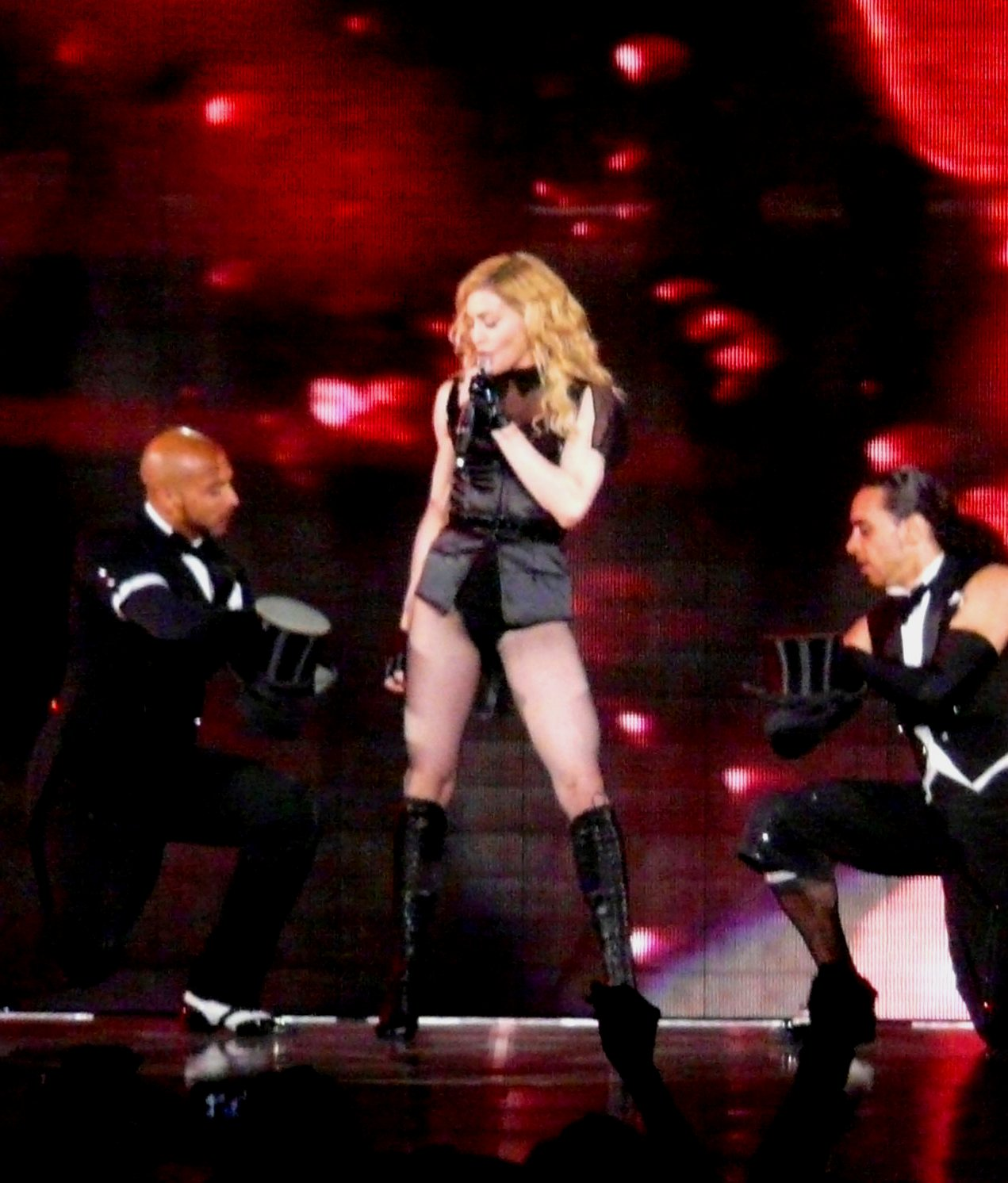
Pentru interpretarea cântecului „Candy Shop” Madonna a fost inspirată de Charlie & fabrica de ciocolată.

### „Candy Perfume Girl”
Inclus pe albumul câștigator al mai multor premii Grammy, Ray of Light (1998), „Candy Perfume Girl” este un cântec de dragoste cu elemente de muzică electronică, având versuri de Madonna, William Orbit și Susannah Melvoin. Mai tarziu, în turneul din 2001 al solistei, piesa a fost inclusă în primul segment al spectacolului, cel cyber-punk.

### „Candy Shop”
Produs de duoul The Neptunes, acest cântec hip hop a deschis atât albumul Hard Candy cât și turneul de promovare a acestuia, Sticky & Sweet Tour, care a vizitat și România. Îmbracata într-un costum de Givenchy, solista a ales să interpreteze cântecul în deschidere deoarece a considerat că acesta reprezintă cel mai bine conceptul albumului.

### „Can't Stop”
„Can’t Stop” este piesa „uitată” de pe albumul coloană sonoră a filmului cu Madonna, Who's That Girl. Spre deosebire de celelalte trei piese ale ei de pe album, aceasta nu s-a bucurat de promovare și nici nu a fost interpretată în turneul Who's That Girl Tour.

### „Causing A Commotion”
Scris și produs de Madonna și Steve Bray, acesta a servit ca al doilea single de pe coloana sonora a filmului Who's That Girl. La fel ca „Who's That Girl”, „Causing a Commotion” s-a bucurat de succes internațional, devenind al 9-lea single al Madonnei care atinge locul 1 în Japonia, aceasta fiind atunci țara în care solista obținuse cele mai multe hituri pe locul 1. Pe lânga aceasta, a intrat în top 3 în Statele Unite (fiind blocată pe locul 2 de Michael Jackson și Tiffany), Canada (blocată tot pe locul 2, de aceasta dată de Billy Idol), Irlanda (locul 2) și Olanda (locul 3). A devenit cea mai interpretată piesă de pe coloana sonoră, fiind prezentă în turneele Who's That Girl și Blond Ambition.

### „Celebration”
Primul single de pe al treilea greatest hits al Madonnei, a fost produs de aceasta și Paul Oakenfold, care-i mai remixase piese precum „Hollywood” și „Sorry”. Deși a avut un succes mediocru în Statele Unite, a devenit un succes în restul lumii, atingand poziția maximă în Italia, Suedia și Venezuela, precum și top 5 în Canada, Elveția, Germania, Regatul Unit și Olanda. Acesta i-a adus Madonna recordul de a avea cele mai multe clasări pe locul 1 în Billboard Hot Dance Club Play, „Celebration” fiind a 40-a ei înregistrare care se clasează pe acest loc.

### „Cherish”
Al treilea single de pe mult aclamatul album Like a Prayer, „Cherish” a devenit al treilea single consecutiv al cântăreței care atinge locul 1 în Canada, continuându-i seria de succese și în Statele Unite (urmatorul single, „Oh Father”, avea să rupă șirul consecutiv de top 5 al ei din această țară), clasându-se în general în top 5. Piesa a fost interpretată o singură dată live, în turneul Blond Ambition, cu toate că a fost inclusă pe două din cele trei compilații de hituri ale Madonnei – The Immaculate Collection (1990) și Celebration (2009).

### „Crazy For You”
Prima baladă a Madonnei, a făcut parte de pe coloana sonoră a filmului Vision Quest, fiind inclus pe un album al artistei abia în 1991, pe compilația The Immaculate Collection. Lansarea inițială din 1985 i-a adus acesteia al doilea hit în Australia, Canada și Statele Unite și al treilea în Japonia, în timp ce în Regatul Unit s-a clasat doar pe locul 2. Relansarea piesei în 1991 în unele regiuni ale lumii, a readus piesa pe locul 2 în ultima țară menționată.

### „Crimes Of Passion”
Un cântec compus de Madonna și Steve Bray la începutul anilor 1980, nu a aparut pe niciun album oficial al acesteia, doar pe două neoficiale, In The Beginning și Pre-Madonna, ce conțineau mai multe piese înregistrate de cei doi în acea perioadă.

## D

### „Dance 2Night”
Piesa, compusă de Madonna, Timbaland, Justin Timberlake și produsă de ultimii doi, a fost inclusă pe albumul din 2008 al cântăreței, Hard Candy. A fost în general primit cu recenzii negative de către critici și nici nu a fost inclusă în turneul de promovare a albumului.

### „Dear Jessie”
Al cincilea single de pe Like a Prayer - al patrulea în Europa - a fost lansat către sfârșitul anului 1989, continuând șirul de top 10 al Madonnei în Regatul Unit, având poziții relativ bune în restul Europei - locul 3 în Irlanda, 17 în Olanda, 19 în Germania și 21 în Austria. Compusă de solistă și Patrick Leonard, versurile i-au fost dedicate fiicei acestuia, videoclipul fiind realizat ca unul de animație.

### „Deeper And Deeper”
O producție disco a Madonnei și a lui Shep Pettibone, a fost al doilea single de pe controversatul album Erotica (1992). Cu toate că s-a bucurat de succes internațional (locul 7 în Statele Unite și Irlanda, locul 3 în Japonia și 2 în Canada), a ratat top 10 în mai multe țări (printre care Australia, Austria, Franța, Germania, Olanda și Suedia). Piesa a fost inclusă în 2001 pe GHV2, deși, ca toate cântecele de pe album în afară de „Erotica”, a fost omisă de pe Celebration (2009). Videoclipul a devenit valabil comercial abia în 2009, odată cu lansarea DVD-ului Celebration: The Video Collection

### „Devil Wouldn't Recognize You”
Cântecul a fost inițial scris de Joe Henry pentru muzicalul Hello Suckers!. Acesta a fost preluat de către Timbaland, Timberlake și Hills, transformându-l într-o baladă pentru albumul Hard Candy. Madonna a numit piesa ca fiind una din preferatele ei de pe album, fiind inclusă și în turneul mondial Sticky & Sweet.

### „Did You Do It?”
Compus și produs de Madonna și Andre Betts, cântecul este o remixare a piesei „Waiting” de pe albumul Erotica, conținând o mostră din acesta. Datorită versurilor sexual explicite („Dude, did she sit on your face?”, rom. - „Tipule, a stat pe fața ta?”), a fost inclus doar pe varianta necenzurată a albumului Erotica.

### „Die Another Day”
În martie 2002 s-a anunțat oficial că Madonna va înregistra tema următorului film cu James Bond. Premiera a avut cu două săptămâni înaintea celei planificate, după ce un post de radio din New York City l-a difuzat. Lansat pe 22 octombrie, la 18 luni de la lansarea ultimului single, „What It Feels Like For a Girl”, a debutat pe locul 41 în clasamentul Billboard, fiind cel mai bun debut al anului. A devenit al 35-lea hit de top 10 al Madonnei, întrecând recordul deținut de Beatles pentru cele mai multe clasări în top 10. Internațional, a ocopat locul 1 în Canada, Italia, Spania, Slovacia și România, oferindu-i cea mai bună poziție în Austria de la „Frozen” (1998). A primit o nominalizare la premiile Grammy pentru „Cea mai bună piesă înregistrată pentru un film”, dar și la Zmeura de Aur pentru „Cel mai prost cântec”. Videoclipul a devenit al doilea cel mai scump produs vreodată.

### „Don't Cry For Me Argentina”
Inițial produs de Andrew Lloyd Webber și Tim Rice pentru muzicalul Evita, cântecul a fost interpretat de mai mulți artiști de-a lungului timpului, Julie Covington ocupând locul 1 în Regatul Unit cu versiunea sa în 1977. 20 de ani mai târziu, când Madonna a fost distribuită în rolul Evei Peron, „Don't Cry For Me Argentina” a devenit al doilea single de pe coloana sonoră a filmului Evita. Deși piesa a continuat lista eșecurilor relative ale Madonnei în Canada, în restul lumii s-a clasat în top 10, inclusiv în Australia (locul 9), Japonia (locul 7), Austria, Germania și Regatul Unit (locul 3), dar și în Franța, devenind a doua ei clasare pe locul 1 aici, după „La Isla Bonita” (1987). Piesa a primit și o nominalizare la premiile MTV Movie Awards, cu toate că nu a câștigat.

### „Don't Stop”
Produsă de Madonna și Dallas Austin, piesa a fost inclusă pe albumul Bedtime Stories (1994). Aceasta contrasta puternic cu restul albumului, care era R&B, în timp ce „Don't Stop” este o piesă pop. În timpul promovării albumului, unele posturi de radio au început să difuzeze piesa, în locul discului single lansat atunci, „Human Nature”. Totuși, airplay-ul nu a fost destul de mare încât să clasese piesa într-un top, ducând totuși la poziții joase pentru „Human Nature”.

### „Don't Tell Me”
Al doilea single de pe albumul Music, a fost compus de Madonna, Mirwais Ahmadzaï și Joe Henry. Atât piesa, cât și videoclipul, regizat de Jean Baptiste Mondino, au fost primite cu recenzii pozitive de la critici, fiind nominalizat la „Cel mai bun videoclip al unei artiste” în cadrul premiilor Grammy și MTV. A ocupat locul 4 în Statele Unite, primind al 24-lea disc de aur, egalându-i pe The Beatles pentru cele mai multe discuri de aur, fiind întrecuți doar de Elvis Presley cu 51 la număr. În Canada, a devenit al treilea single consecutiv de pe album care ocupă locul 1 (după „American Pie” și „Music”), ocupând poziții de top 10 în Australia, Elveția, Italia și Marea Britanie. A făcut parte din lista pieselor interpretate în două dintre turneele Madonnei: Drowned World Tour (2001) și Re-Invention Tour (2004).

### „Dress You Up”
Lansat în a doua jumătate a anului 1985, „Dress You Up” a devenit un succes de top 5 în cele mai mari piețe muzicale (Australia, Regatul Unit și Statele Unite), top 10 în Canada, Belgia, Irlanda, Japonia, Olanda precum și top 20 în Elveția, Franța și Germania). Cântecul nu a fost inclus pe The Immaculate Collection (1990), spre dezamăgirea fanilor, cu toate că, la cererea acestora, a fost inclus pe al treilea greatest hits al Madonnei, Celebration (2009), fiind inclus și în a doua parte a turneului Sticky & Sweet, după ce nu mai fusese interpretat în întregime din 1985, în timpul turneului Virgin (în Who's That Girl Tour din 1987 a făcut parte dintr-un colaj, alături de „Material Girl” și „Like a Virgin”).

### „Drowned World/Substitute For Love”
Piesa a fost al treilea extras pe single de pe albumul Ray of Light (1998), fiind lansat însă doar în afara Statelor Unite. Versurile arată maturizarea Madonnei, aceasta descriind cum a realizat că faima nu se compară cu dragostea. Totuși, a devenit cel mai slab clasat single de pe album în toată lumea, cu excepția Elveției („Ray of Light” a ocupat o treaptă mai jos) și Franței („Nothing Really Matters” s-a clasat cu șase locuri mai jos). Cântecul a fost inclus în turneul de promovare al albumelor Ray of Light/Music, Drowned World Tour din 2001 și cel din 2006, care promova albumul Confessions on a Dance Floor, intitulat Confessions Tour.

#### „No Substitute for Love”
Prima versiune pentru ceea ce avea să devină „Drowned World / Substitute For Love”. Cu toate că majoritatea versurilor sunt asemănătoare, linia melodică diferă mult, fiind mult mai lentă. Madonna l-a scris împreună cu Patrick Leonard, multe elemente fiind schimbate de William Orbit pentru includerea pe Ray of Light (1998). Varianta aceasta a apărut pe internet în vara anului 2002.

## E

### „Easy Ride”
Scris de Madonna și Monte Pittman și produs de solistă și Mirwais Ahmadzaï, cântecul închide al nouălea album de studio al acesteia, American Life. Piesa nu a fost interpretată niciodată live de Madonna, deși a fost una din puținele melodii de pe album care a fost primită cu recenzii pozitive din partea criticilor.

### „Erotica”
Cântecul, lansat în ultima parte a anului 1992, a devenit un hit de top 5 internațional datorită basului puternic, atingând locul 1 în Italia, 2 în Japonia, poziția a treia în Regatul Unit, Statele Unite și Suedia, precum și locul 4 în Irlanda și Australia; ironic, piesa a ratat top 10 în Canada, țară în care a adunat peste 50 de hituri de top 10. Deși primit cu recenzii mixte, „Erotica” a debutat pe locul 2 în Billboard Hot Airplay, un record deținut și astăzi. Videoclipul, criticat pentru scenele de nuditate, a fost difuzat de MTV doar de trei ori în perioada de promovare, de fiecare dată după ora 12 noaptea, pentru a nu fi accesibil minorilor. Turneul Girlie Show a fost deschis de acest cântec, o variantă alternativă fiind interpretată 13 ani mai târziu, în turneul Confessions.

#### „Erotic”
„Erotic” este varianta alternativă a cântecului și este una din piesele rare ale Madonnei, fiind găsit doar pe un CD oferit alături de cartea Sex. Deși linia melodică este asemănătoare cu cea din „Erotica”, versurile diferă complet, cu excepția refrenului („Erotic, erotic/Put your hands all over my body”), care este repetat.

### „Everybody”
Primul disc single solo al Madonnei, a fost un succes în clasamentul american de muzică dance, atingând locul 3, cu toate că nu a intrat în topul Billboard, ratându-l cu șapte locuri; aceeași reacție rece a primit-o și din partea publicului european și australian, devenind cel mai prost clasat single al ei, vânzându-se în doar 250.000 de exemplare internațional. Deși a fost apoi inclus pe albumul de debut și pe compilația de remixuri You Can Dance, „Everybody” a fost omis de pe colecția The Immaculate Collection, cu toate că a apărut pe a treia compilație de hituri a Madonnei, Celebration.

### „Express Yourself”
După succesul primul single de pe albumul Like a Prayer, „Express Yourself” s-a dovedit de asemenea a fi unul din cele mai mari hituri ale Madonnei, atingând top 5 pe tot mapamondul. Deși a atins poziția maximă în Canada, Elveția și Italia, ironic, s-a oprit pe locul 2 în majoritatea clasamentelor, inclusiv cel belgian, japonez și Billboard (piesa conține versurile „Second best is never enough”). Succesul discului single s-a datorat parțial și datorită videoclipului provocator, ce promova idei feministe. La momentul respectiv cel mai scump videoclip al Madonnei, aceasta este înfățișată ca o femeie fatală precum și ca una androgină, preluând controlul și conducându-i pe bărbați. Acesta a câștigat trei premii MTV în 1989 și este și în ziua de azi, considerat unul din cele mai bune videoclipuri realizate vreodată. Melodia a fost inclusă în trei dintre turneele solistei, deschizând turneul Blond Ambition, a început segmentul disco din The Girlie Show și a fost a doua piesă din segmentul militar din turneul Re-Invention.

## F

### „Fever”
Al patrulea single de pe Erotica, a fost lansat doar în anumite regiuni ale Europei și în Japonia. Cu excepția Franței, a Belgiei și a Noii Zeelande, 22, „Fever” a readus-o pe Madonna în top 10 în Irlanda și Japonia, atingând locul 8 în Italia, precum „Bad Girl” și „Deeper and Deeper”, fiind al 32-lea hit de top 10 consecutiv în Regatul Unit. Cântecul nu este o compoziție proprie, ci o preluare după șlagărul lui Peggy Lee din 1958. Melodia, cu o instrumentație asemănătoare originalului a fost interpretată în timpul emisiunii The Arsenio Hall Show, iar varianta Madonnei a fost interpretată în turneul The Girlie Show Tour, după prima piesă, „Erotica”.

### „Forbidden Love”
„Forbidden Love” este titlul a două cântece diferite ale Madonnei, unul din 1994 și unul din 2006:

#### VariantaBedtime Stories
Cântecul a fost considerat pentru a fi al cincilea și ultimul single de pe album, cu toate că Warner Bros. s-a răzgândit, probabil din cauza planificării lansării apropiate a albumului de balade Something to Remember.

#### VariantaConfessions...
Un alt cântec, de această dată dance, a fost inclus pe albumul Confessions on a Dance Floor. Acesta a fost produs de Stuart Price și Madonna, și nu are nicio legătură cu piesa de pe albumul Bedtime Stories.

### „Frozen”
Cu acest single a început așa numita „eră Ray of Light”, încununată cu succes comercial și critic. Piesa a fost compusă de Madonna și Patrick Leonard, fiind produsă de aceștia și William Orbit. Lansat în februarie 1998, single-ul a arătat o față complet nouă a Madonnei, de această dată inspirată de religia orientală Kabbalah. Succesul critic a fost reflectat de cel comercial - „Frozen” a devenit prima piesă a artistei care atinge poziția maximă în Regatul Unit de la „Vogue”, cu opt ani în urmă, fiind prima ei înregistrare care debutează pe locul 1. Cântecul a mai atins treapa unu în Finlanda, Japonia și Italia, fiind blocat pe locul 2 în Austria, Belgia, Canada, Elveția, Franța, Germania, Olanda, Norvegia și Suedia de hitul de pe coloana sonoră a filmului Titanic, „My Heart Will Go On” (implicit a ocupat tot locul 2 și în Eurochart Hot 100 și United World Chart) și în Statele Unite de „All My Life” de K-Ci și Jojo. Totuși, a fost certificat cu aur în Australia, Austria, Elveția, Franța, Regatul Unit, Suedia și Statele Unite, și platină în Germania și Norvegia. În urma succesului obținut, „Frozen” a fost inclus pe al doilea greatest hits al Madonnei, GHV2 (2001) și al treilea, Celebration (2009).
Videoclipul a fost de asemenea primit cu recenzii pozitive, câștigând premiul pentru efecte speciale la premiile MTV din 1998. Artista a interpretat piesa în trei din cele patru turnee susținute de la lansare, făcând parte din turneele Drowned World Tour (2001), Re-Invention Tour (2004) și a doua parte a turneului Sticky & Sweet Tour (2009), lipsind doar din Confessions Tour (2006).

### „Future Lovers”
Pentru albumul Confessions on a Dance Floor, Madonna a continuat colaborarea cu Mirwais Ahmadzaï, cei doi scriind și producând melodia. Cântecul a deschis turneul Confessions, Madonna apărând pe scenă dintr-un glob disco purtând un costum de echitație. Deoarece linia melodică se aseamănă cu „I Feel Love” de Donna Summer, solista a inclus elemente din piesa aceasta în timpul interpretării.

## G

### „Gambler”
Scris de Madonna și produs de John „Jellybean” Benitez, cântecul a fost al doilea și ultimul de pe coloana sonoră a filmului Vision Quest. Cu toate că a fost lansat doar în afara Americii de Nord, piesa s-a bucurat de succes, mai ales după ce mai fuseseră lansate șase piese de Madonna anul acela (1985), inclusiv „Crazy for You” de pe aceeași coloană sonoră. Deși nu a concurat cu succesul pieselor „Into The Groove” și „Like a Virgin”, s-a dovedit a fi mai de succes decât „Material Girl”, „Angel” și chiar „Crazy for You” în țări precum Franța, Germania, Italia și Olanda, continuând șirul hiturilor de top 5 consecutive obținut în Irlanda și Regatul Unit. Deși un succes, Madonna nu a interpretat decât în turneul Virgin Tour (1985) piesa, fiind omisă de pe toate compilațiile lansate de aceasta.

### „Get Together”
Deși se zvonise că „Jump” avea să fie al treilea single de pe albumul de succes Confessions on a Dance Floor, „Get Together” a fost ales în loc, fiind al treilea cel mai descărcat cântec de pe album. Lansat la începutul verii anului 2006, nu a rivalizat cu succesul comerical al discurilor single precedente - „Hung Up” și „Sorry”. Cu excepția Canadei, Italiei, Marii Britanii, Spaniei și Ungariei, piesa s-a clasat în afara topului 10, ratând chiar și top 20 în Austria, Elveția, Franța, Germania și România, nereușind să se claseze în Hot 100. Totuși, a primit o nominalizare la premiile Grammy pentru „cea mai bună înregistrare dance”.
Melodia a benefiat de două videoclipuri, unul televizat și unul exclusiv pentru fan clubul oficial al Madonnei, ICON. Ultima variantă a fost lansată comercial pe compilația video Celebration: The Video Collection.

### „GHV2 Thunderpuss Megamix”
În noiembrie 2001, Maverick Records a lansat un megamix promoțional pentru a promova a doua compilație greatest hits a Madonnei, GHV2. Deși CD-ul nu a fost lansat comercial, a ajuns pe locul 15 în Japonia, atingând a cincea poziție în Billboard Hot Dance/Club Play. Deși mai multe remixuri și megamixuri au fost create pentru discul promoțional, „Thunderpuss GHV2 Megamix” a devenit cel mai cunoscut, fiind difuzat de radouri adesea sub titlul „Madonna megamix”, această variantă beneficiind și de un videoclip ce conține momente din videoclipuri și din concerte ale solistei.
Megamixul conține „Don't Tell Me”, „Erotica”, „Secret”, „Frozen”, „What It Feels Like for a Girl”, „Take a Bow”, „Deeper and Deeper”, „Music” și „Ray of Light” (în această ordine).

### „Give It 2 Me”
Scris de Pharrell Williams și Madonna, piesa a servit pe post de single, fiind al doilea promovat de pe albumul Hard Candy. Datorită descărcărilor digitale, cântecul a debutat în clasamentul canadian (locul 8), cel american (locul 57) și britanic (locul 73) înainte de lansarea propriu-zisă chiar și la radio, unde a fost lansat la începutul lunii iunie, CD-ul single fiind lansat în luna iulie. Deși nu s-a reîntors în topul american și nu a urcat mai sus de locul 8 în cel canadian, a devenit al 61-lea hit de top 10 al Madonnei la sfârșitul lunii iulie, atingând prima poziție în clasamentul românesc, spaniol și turc. Cântecul a închis concertele din timpul turneului Sticky & Sweet.

### „Gone”
Baladă scrisă și produsă de Madonna alături de mai mulți muzicieni, printre care William Orbit, a fost inclusă pe albumul eletronic/folk Music. Piesa a fost interpretată în turneul Drowned World Tour, cu excepția câtorva spectacole din Statele Unite, unde a fost înlocuită cu „You'll See”.

### „Gone Gone Gone”
Cântec eletro/dance, compus de Madonna și Rick Nowels, a fost înregistrat inițial pentru albumul Ray of Light, cu toate că nu a mai fost inclus pe album. Varianta demo a apărut pe internet în vara anului 2002.

## H

### „Hanky Panky”
Scris și produs pentru albumul I'm Breathless, „Hanky Panky” a fost al doilea și ultimul single de pe acesta. Deși cu influențe retro, fiind un cântec swing, s-a bucurat de succes în Australia Irlanda, Marea Britanie și Statele Unite, primind discul de aur în aceasta. Fiind lansat între două din cele mai mari hituri ale Madonnei - „Vogue” și „Justify My Love” - este adesea uitat, parțial și din cauza faptului că nu a avut un videoclip oficial, o interpretare live din turneul Blond Ambition fiind folosită. 14 ani mai târziu, artista a inclus piesa în turneul Re-Invention, spre surprinderea multora.

### „Heartbeat”
Compus și produs de Pharrell Williams alături de Madonna pentru albumul de studio din 2008, Hard Candy. Cântecul a fost inclus în turneul Sticky & Sweet, cu toate că în a doua parte a turneului, a fost înlocuit cu „Holiday”, cu toate că schimbările de decor și costumație au fost minore.

### „Hey You”
„Hey You” este un cântec pop al Madonnei lansat ca disc single de către studiourile Warner Bros. pentru a promova concertele caritabile Live Earth. A fost scrisă și produsă de Madonna, în colaborare cu Pharrell, fiind o relucrare a unei piese rămasă de pe albumul Confessions on a Dance Floor, „Keep the Trance”. Melodia a fost interpretată live de către aceasta, însoțită de un cor de copii, în timpul concertului Live Earth de la Londra pe stadionul Wembley. Acesta a fost singura piesă lansată de Madonna în 2007, clasându-se în top 10 în Croația, Cehia și Estonia datorită difuzărilor radio - un disc single propriu-zis nu a fost lansat, cântecul fiind lansat doar digital.

### „History”
Scrisă și produsă de Madonna și Stuart Price, melodia a fost lăsată de pe albumul Confessions on a Dance Floor, fiind folosită doar ca fața B a ultimul single de pe album, „Jump”.

### „Holiday”

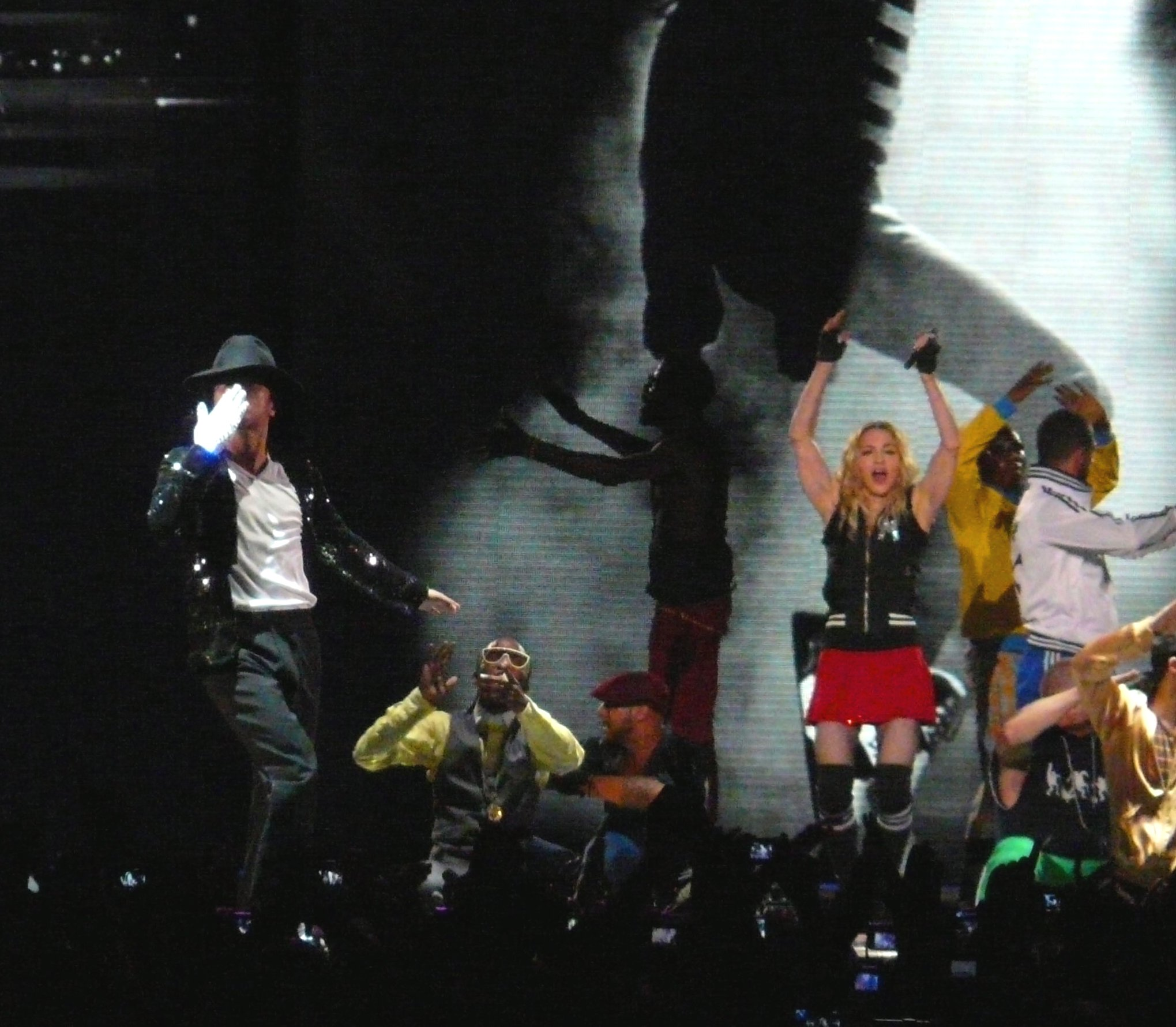
În urma trecerii în neființă a lui Michael Jackson, Madonna i-a dedicat un mic tribut din turneul Sticky & Sweet acestuia, după „Holiday”.

Compusă de Curtis Hudson și Lisa Stevens inițial pentru Mary Wilson, fostă componentă The Supremes; deoarece aceasta a refuzat-o, a fost remixată de iubitul Madonnei de atunci, John „Jellybean” Benitez. „Holiday” a devenit al treilea single de pe primul album de studio al solistei, fiind și primul ei hit, după succesul minor înregistrat de „Burning Up” în Australia. Cântecul a devenit primul dintr-un șir de hituri de top 20 consecutive în Billboard Hot 100 ce a durat până în 1993, timp în care 27 de compoziții s-au clasat între locurile 1 și 20; acesta a devenit primul cântec al Madonnei care a intrat în clasamentele naționale, ocupând poziții bune pe mapamond, ocupând locul 2 în Irlanda, 4 în Australia, 6 în Regatul Unit, 7 în Olanda, 9 în Germania și 10 în Japonia. Relansarea din 1985 a readus piesa în top 10 în Olanda și Regatul Unit, în ultima țară menționată ocupând locul 2, după propriul single, „Into the Groove”. Pentru a promova EP-ul The Holiday Collection ce acompania compilația The Immaculate Collection în Regatul Unit, „Holiday” a fost relansat, ocupând locul 3 în Irlanda din nou și pentru a treia oară top 10 în U.K., atingând locul 5.
Piesa a fost inclusă în toate turneele artistei, cu excepția Confessions și primei părți a Sticky & Sweet, cu toate că în introducerea pentru „Music Inferno” din primul turneu menționat, s-au folosit mostre din piesă, alături de „Borderline”, „Erotica” și „Dress You Up”, iar în prima parte a ultimului turneu, interpreta a cântat câteva versuri din melodie în timpul secțiunii de cereri în timpul a două spectacole. Interpretarea live din Blond Ambition Tour, lansată pentru a promova lansarea video a turneului i-a adus patru nominalizări la premiile MTV, inclusiv pentru „Cel mai bun videoclip al unei artiste”.

### „Hollywood”
Fiind lansat după controversa produsă de videoclipul „American Life”, melodia a avut de „suferit” în clasamentul american, devenind primul single al Madonnei de la „Burning Up” (1983) care nu intră în Hot 100, oprindu-se pe locul 3 în Bubbling Under, clasament care ține evidența pieselor aproape să intre în Hot 100. Pe plan european, s-a clasat în top 10 în Finlanda, Irlanda, Italia, Regatul Unit și România, reușind acest lucru și în Canada. Cu toate că a fost omis din toate turneele de până acum (fiind folosit doar în Re-Invention Tour ca interludiu), cântecul a fost inclus pe compilația de hituri Celebration. Ironic, „American Life” care s-a bucurat de mai mult succes, a fost omis.

### „How High”
La fel ca „Drowned World/Substitute for Love” de pe Ray of Light și „Nobody Knows Me” de pe American Life, acest cântec este scris din punctul de vedere al unei vedete, aici descriindu-și temerile pe care le are - „Does this get any better/Should I carry on/Will it matter when I'm gone”, rom. „Se poate mai bine/Ar trebui sa continui/Va conta când nu voi mai fi?”. Cântecul a fost produs de Madonna și Bloodshy & Avant, Stuart Price fiind doar co-producător, spre deosebire de majoritatea pieselor de pe albumul Confessions on a Dance Floor, de pe care melodia face parte.

### „Human Nature”
Compusă de Madonna, Dave Hall, S. McKenzie, K. McKenzie, M. Deering și produsă de primii doi, „Human Nature” a devenit ultimul single de pe albumul Bedtime Stories (1994). Versurile sunt o replică la adresa criticilor care au avut reacții negative față de albumul Erotica, cartea Sex și filmul Body of Evidence. Ca majoritatea proiectului Bedtime Stories, și acest single s-a dovedit a fi un insucces, ocupând doar locul 46 în Statele Unite, o poziție chiar mai joasă decât „Bedtime Story”, fiind până în 1996 cel mai slab clasat cântec al Madonnei în Billboard Hot 100. O reacție mai caldă a primit-o din partea cluburilor, ceea ce a adus-o pe locul 2 în Billboard Hot Dance/Club Play (devenind totuși primul single lansat în cluburi care nu a atins locul 1, de la „Rescue Me” în 1991), fiind și unul din puținele ei cântece care au fost difuzate de posturile de radio specializate în muzică R&B. Italia, Japonia și Regatul Unit au fost singurele țări în care „Human Nature” s-a clasat în top 10.
Videoclipul, regizat de Jean-Baptiste Mondino, i-a adus Madonnei două nominalizări la premiile MTV, inclusiv pentru „Cea mai bună coregrafie”. Piesa a fost mai târziu interpretată în turneele Drowned World și Sticky & Sweet, fiind inclusă pe compilația GHV2 (2001).

### „Hung Up”
Primul single de pe albumul Confessions on a Dance Floor, a fost lansat la radio și la tv în octombrie 2005, discul single fiind valabil în luna noiembrie. Linia melodică este împrumutată din „Gimme, Gimme, Gimme (A Man After Midnight)” a grupului suedez ABBA. Cu excepția Statelor Unite, unde a atins doar locul 7, „Hung Up” s-a clasat pe prima poziție din peste 45 de țări, ceea ce a fost confirmat ca fiind un record mondial.
Videoclipul, inspirat de Febra de sâmbătă seara, a fost regizat de Johan Renck, care-i mai regizase anterior Madonnei videoclipul pentru „Nothing Really Matters”. Acesta, ca și cântecul, a fost inclus pe compilațiile Celebration lansate în 2009, ca urmare a încheierii contractului cu Warner Bros.

## I

### „I Deserve It”
Cântecul, produs și scris de Madonna și Mirwais Ahmadzaï, este considerat de artistă unul din cele mai bune de pe album. Deși este văzut de mulți ca fiind un cântec pentru Guy Rithcie, chiar Madonna dedicândui-l în timpul concertului din Londra din cadrul turneului Drowned World Tour, cu toate că într-un interviu, aceasta a declarat că „ar putea fi despre Rocco”, fiul ei cu Guy Ritchie.

### „I'd Rather Be Your Lover”
Cântec compus de Madonna, Dave Hall, Isley Brothers și produs de primii doi, a fost inclus pe al șaselea album de studio al Madonnei, Bedtime Stories (1994). Varianta demo a acestuia a fost lucrată cu Shep Pettibone, cu toate că Madonna a renunțat la proiect, recompunând-o alături de Dave Hall. Pettibone nu a primit credit pentru compoziția sa pe albumul original, numele lui fiind adăugat mai târziu pe Madonna.com. Varianta inclusă pe album este o colaborare cu rapperul Me'Shell, cu toate că există o variantă cu Tupac Shakur, care din motive necunoscute, a fost înlocuită.

### „I Know It”
La fel ca multe cântece din perioada de început a Madonnei, versurile au fost scrise doar de aceasta, alte informații decât cele legate de producție nefiind disponibile. A fost inclus pe albumul de studio Madonna, dar nu a fost interpretat live niciodată.

### „I Love New York”
Scris și produs de Madonna și Stuart Price, varianta remixat de Thin White Duke Mix a fost folosit pentru fața B a discului single „Get Together”. O variantă demo, cu influențe rock, se găsește pe CD-ul audio I'm Going to Tell You a Secret, Madonna fiind creditată singură pentru acea versiune. „I Love New York” a fost interpretat în a treia secțiune a turneului mondial Confessions Tour și în New York ca cerere în timpul turneului Sticky & Sweet Tour.

### „I'll Remember”
Scris de Patrick Leonard în colaborare cu Madonna și Richard Page, cântecul a devenit tema filmului With Honors din 1994, fiind inclus și pe coloana sonoră a acestuia. Lansat ca single în luna martie, a ajuns pe locul 2 în Statele Unite în vara anului 1994, fiind certificat cu aur. Deși în Europa nu s-a bucurat de succes la fel de mare, s-a clasat pe prima poziție în Italia, ocupând locul 7 în Marea Britanie, 8 în Suedia și 10 în Suedia. În Japonia și Australia a obținut de asemenea poziții de top 10.

### „I'm Going Bananas”
Scris de Michael Kernan și Andy Paley, și produs de Madonna și Patrick Leonard pentru albumul coloană sonoră I'm Breathless - Music from and Inspired by the film Dick Tracy (1990). Deși nu a fost promovat ca single, a fost inclus în turneul ce promova Erotica, The Girlie Show Tour, înainte de „La Isla Bonita”.

### „I'm So Stupid”
Scris de Madonna și Mirwais Ahmadzaï pentru albumul American Life, trebuia inițial interpretat în turneul Re-Invention, dar a fost înlocuit cu „Dress You Up”, ce a fost la rândul lui înlocuit de „Material Girl”.

### „I Want You”
Madonna a contribuit la albumul tribut pentru Marvin Gaye din 1995, intitulat Inner City Blues - The Music of Marvin Gaye cu această preluare, după șlagărul lui din 1976. La sfârșitul anului, piesa a fost inclusă și pe albumul compilație de balade al Madonnei, Something to Remember. Aici au fost incluse două variante: cea originală și una orchestrală, ambele în colaborare cu grupul britanic Massive Attack. Cântecul fusese planificat să fie primul single de pe ambele albume, însă din cauza drepturilor de autor (albumele au fost lansate la case de discuri diferite), planurile au fost anulate pentru a evita problemele care ar fi putut apărea. Cu toate că Junior Vasquez a realizat câteva remixuri pentru cântec, nu au fost niciodată lansate, iar piesa nu a fost disponibilă pentru difuzări radio. Ca urmare, „I Want You” nu a intrat în niciun clasament, iar videoclipul care a fost realizat pentru a-l promova, deși a fost difuzat de VH1, nu a apărut pe MTV. Odată cu lansarea primului single oficial de pe albumul Something to Remember, „You'll See”, în noiembrie 1995, la doar două luni de la premierea videoclipului pentru „I Want You”, posturile radio și de televiziune și-au îndreptat atenția către acesta.
Videoclipul, cu toate că omis de pe The Video Collection 93:99, a fost inclus în 2009 pe compilația video Celebration: The Video Collection.

### „Impressive Instant”
Scris și produs de Madonna și Mirwais Ahmadzaï, cântecul a fost inclus pe albumul Madonnei Music, fiind inspirat de „Naive Song” de pe albumul de debut al lui Ahmadzaï. Pentru o vreme s-a zvonit că „Impressive Instant” avea să fie al patrulea single de pe album, după care zvonurile au dispărut în favoarea piesei „Amazing”, pentru a reapărea când s-a aflat că DJ-ul Peter Rauhofer a realizat o serie de remixuri.
Cântecul s-a dovedit a fi doar un club promo, debutând în octombrie pe locul 25 în Billboard Hot Dance Music/Club Play, atingând locul 1 în a patra săptămână în clasament, Music devenind primul album al Madonnei care conține patru hituri clasate pe prima poziție (cinci dacă se ia în considerare „American Pie”).

### „In This Life”
Madonna a compus și dedicat piesa de pe albumul Erotica, pentru doi dintre foștii ei prieteni, ambii decedați de SIDA. Melodia melancolică însoțește versurile triste și în turneul Girlie Show, unde a fost interpretată.

### „Incredible”
Scris de Madonna și Pharrell Williams, producția fiind realizată de The Neptunes, cântecul a fost înregistrat pentru albumul Hard Candy. Deși la un moment dat se zvonise că Madonna va filma un videoclip în Italia pentru a-l promova ca al patrulea single, zvonurile s-au dovedit false, piesa nefiind promovată și niciun videoclip filmat.

### „Inside Of Me”
Înregistrat pentru albumul de după Erotica, Bedtime Stories, pare să aibă o alură sexuală („Mereu te voi avea/În mine”) cu toate că versurile se referă de fapt la moartea mamei Madonnei, pe când aceasta din urmă avea numai cinci ani.

### „Intervention”
Scris și produs de Madonna și Mirwais Ahmadzaï pentru albumul American Life. Deși a fost primit cu recenzii în general bune, nu a făcut parte din Re-Invention Tour, doar câteva versuri fiind rostite la începutul cântecului „Mother and Father”.

### „Into The Groove”
Cântecul a fost scris de Madonna și Steve Bray pentru primul film al Madonnei, Căutând-o pe Susan. Primit cu recenzii pozitive de la critici, mulți au atacat faptul că nu a primit o nominalizare la premiile Grammy. Succesul comercial a fost și el unul mare, devenind primul cântec al Madonnei care s-a clasat pe locul 1 în Belgia, Irlanda, Italia, Marea Britanie și Olanda. În Statele Unite și Australia a fost lansat ca fața B a discului single „Angel”, atingând locul 1 în ultima țară și top 5 în S.U.A. Melodia a fost inclusă pe relansarea europeană a albumului Like a Virgin, pe compilația de remixuri You Can Dance și colecțiile de hituri The Immaculate Collection și Celebration.
Cântecul a fost interpetat la concertul Live Aid și în cinci dintre turneele Madonnei, între care Virgin, Who's That Girl și Re-Invention.

#### „Into The Hollywood Groove” (în colaborare cuMissy Elliott)
În 2003, Madonna și Missy Elliott au acceptat să apară împreună într-o reclamă pentru blugii GAP. Cântecul folosit în reclamă conține instrumentalul din „Into the Groove” și majoritatea versurilor cu mici schimbări, doar prima strofă fiind înlocuită cu una din „Hollywood”. În același an a fost adăugat pe compilația de remixuri Remixed & Revisited.

### „Isaac”
Cântecul, produs de Madonna și Stuart Price, care l-au și compus, a fost inclus pe al zecelea album de studio al Madonnei, Confessions on a Dance Floor. Acesta a creat controverse, solista fiind acuzată că ar cânta despre Isaac Luria, un profet din secolul 16, fondator al Kabbalei; aceasta s-a apărat spunând că numele vine de la persoana cu care interpretează melodia - Yitzhak (Isaac) Sinwani. Piesa a apărut în turneul Confessions.

### „It's So Cool”
„It's So Cool” a fost scris de Madonna și Mirwais Ahmadzaï pentru albumul American Life, dar nu a mai fost inclus. În 2009 a fost remixat de solistă și Paul Oakenfold, fiind disponibil ca piesă bonus pe albumul Celebration pentru cei ce-l cumpără de pe iTunes.

## J

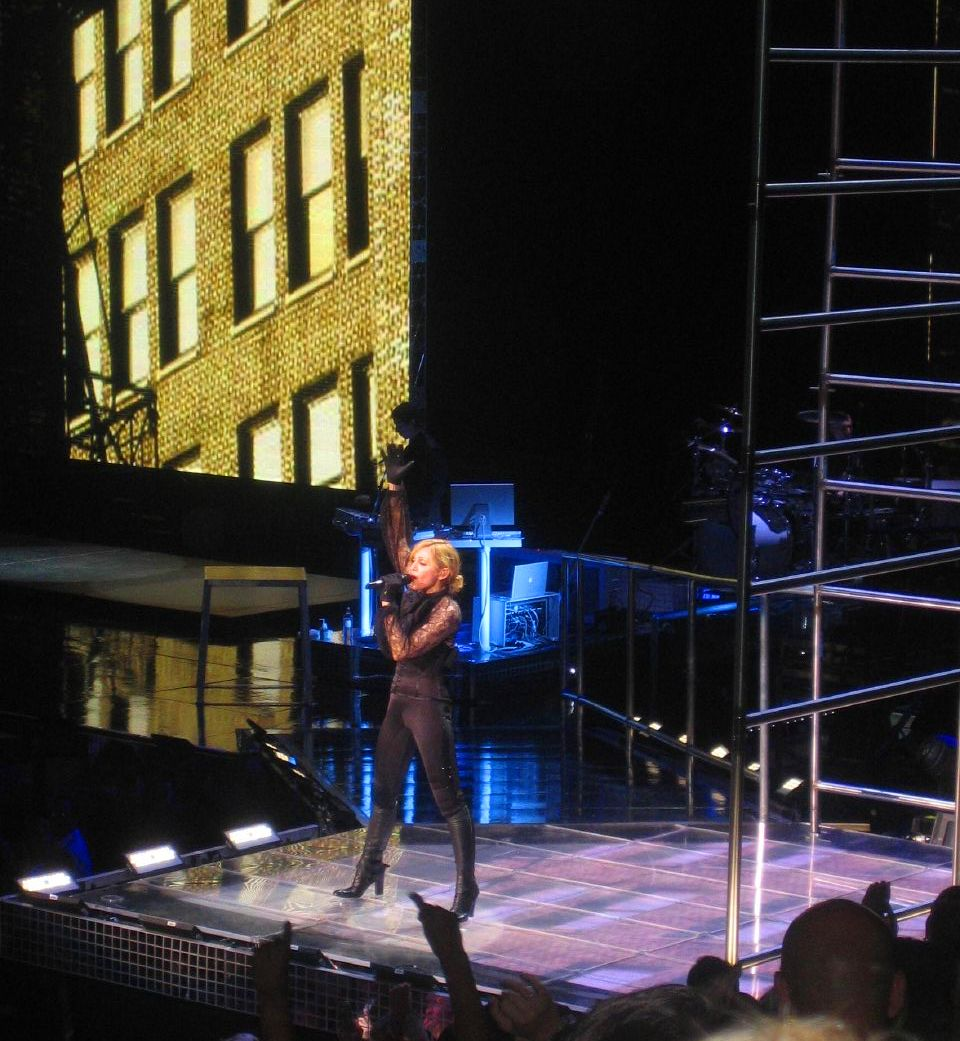
Piesa a făcut parte din turneul Confessions, fiind inclus în primul segment.

### „Jimmy Jimmy”
Madonna și Steve Bray au scris și produs cântecul împreună, fiind inclus pe al treilea album de studio al cântăreței, True Blue (1986). Este singura piesă de pe album care nu a fost interpretată niciodată live.

### „Jump”
Ultimul single de pe Confessions on a Dance Floor, a fost interpretat în turneul Confessions. Cântecul a devenit al 59 hit care ajunge în top 10 în Regatul Unit, precum și al 37-lea care atinge locul 1 în Billboard Hot Dance/Club Play. S-a mai clasat în top 10 în Canada, Olanda și România. Videoclipul a fost filmat în Japonia, în timpul unei zile libere din seria concertelor Confessions.

### „Justify My Love”
La sfârșitul anului 1990, Madonna și-a lansat primul disc compilație de hituri, intitulat sugestiv The Immaculate Collection. Pe acesta, solista a inclus 17 piese, dintre care două noi - „Justify My Love” și „Rescue Me”. Prima a devenit primul single, și a declanșat controverse uriașe atunci când videoclipul, conținând scene de nuditate, sadomasochism și homosexualitate, a apărut la televizor. Acesta a fost interzis pe MTV, Madonna decizându-se să-l lanseze ca single video, devenind apoi cel mai bine vândut single video al tuturor timpurilor.
Din punct de vedere comercial al piesei, a fost un succes la fel de mare, ocupând locul 1 în Canada și Statele Unite, poziția secundă în Japonia și Marea Britanie și top 5 în Australia, Elveția, Irlanda, Italia și Olanda. Solista a interpretat compoziția doar în turneul The Girlie Show Tour.

#### „Justify My Love” (The Beast Within Mix)
Remixul, realizat de Lenny Kravitz și Madonna conține fragmente din versurile originale, restul fiind înlocuite cu versete din apocalipsa după Ioan. Acesta a fost folosit de două ori ca interludiu, odată în turneul Girlie Show, apoi în Re-Invention Tour.

## K

### „Keep It Together”
În ianuarie 1990, în Australia, Statele Unite, Canada și Japonia, a fost lansat ultimul single de pe albumul Like a Prayer. Discul single a primit discul de aur în Statele Unite, clasându-se pe locul 8, în timp ce a ajuns pe locul 1 în Australia (fiind dublă față A cu „Vogue”) și locul 5 în Japonia. Deoarece nu a avut un videoclip oficial, interpretarea din turneul Blond Ambition Tour a fost folosită pentru a promova single-ul.

## L

### „La Isla Bonita”
Scris de Patrick Leonard și Bruce Gaitsch, cântecul i-a fost oferit inițial rivalului Madonnei din acea perioadă, Michael Jackson, însă acesta l-a refuzat; Madonna l-a acceptat în schimb, modificând câteva versuri, primind astfel credit ca și compozitor, alături de cei doi. Influențată de cultura latino-americană, solista l-a numit „un tribut adus acesteia”. Deși a ajuns doar pe locul 4 în Statele Unite (din celelalte patru piese promovate, trei se clasaseră pe locul 1), s-a clasat pe locul 1 în Austria, Canada, Franța, Germania și Marea Britanie printre altele, fiind până azi unul din cele mai mari hituri ale ei, precum și printre cele mai cunoscute.
Cântecul a fost inclus în turneele Who's That Girl Tour, The Girlie Show Tour, Drowned World Tour, Re-Invention Tour, Confessions Tour și Sticky & Sweet Tour, fiind interpretat și în concertul Live 8; de asemenea, a fost selectat pentru compilațiile de hituri The Immaculate Collection și Celebration, precum și pe versiunea japoneză a colecției de balade Something to Remember.

### „Lament”
Producție originală a muzicalului Evita, a fost inclus în film și pe coloana artistică. Melodia este cântată de Evita pe patul de moarte. Madonna a inclus piesa în turneul Re-Invention Tour, după „Die Another Day”, interpretând-o pe un scaun electric.

### „Laugh To Keep From Crying”
Un cântec compus de Madonna și Steve Bray la începutul anilor 1980, nu a aparut pe niciun album oficial al acesteia, doar pe două neoficiale, In The Beginning și Pre-Madonna, ce conțineau mai multe piese înregistrate de cei doi în acea perioadă.

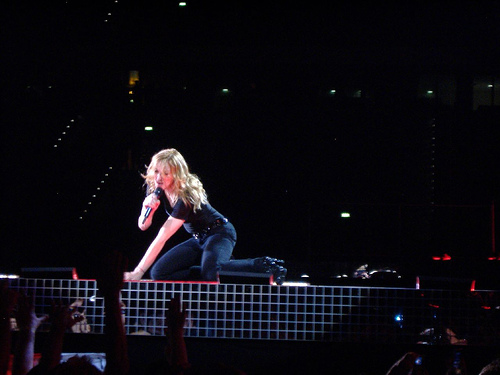
Interpretând „Let It Will Be” în timpul turneului Confessions.

### „Let It Will Be”
Scris de Madonna, Mirwais Ahmadzaï și Stuart Price, producția fiind realizată de ultimul menționat și solistă, cântecul a fost inclus pe al zecelea album de studio al Madonnei, Confessions on a Dance Floor. Remixul „Paper Faces” a fost folosit ca față B pentru discul single „Sorry”, această variantă fiind interpretată și în turneul promoțional Hung Up și turneul Confessions.

### „Like a Flower”
O baladă compusă de Madonna și Rick Nowels, a fost înregistrată inițial pentru albumul Ray of Light, cu toate că nu a mai fost inclusă pe album. Varianta demo a apărut pe internet în vara anului 2002.

### „Like a Prayer”
Lansat în martie 1989, primul single de pe albumul Like a Prayer a fost primit cu recenzii calde din partea criticilor muzicali și al publicului, fiind un amestec între pop, rock, dance și gospel, un editor de la revista Rolling Stone numindu-l „atât de aproape de artă cât poate muzica pop să ajungă” și atingâng locul 1 în Australia, Belgia, Canada, Elveția, Irlanda, Italia, Japonia, Marea Britanie, Olanda și Suedia. Solista a interpretat cântecul în doar trei dintre turneele sale, anume Blond Ambition Tour, Re-Invention Tour și Sticky & Sweet Tour, fiind cântat și în timpul turneului promoțional American Life, dar și în concertul de caritate Live 8.
Videoclipul, faimos pentru controversele lansate - Madonna dansează pe un câmp în timp ce în spatele ei se vâd cruci arzând, se sărută cu un sfânt, o femeie este violată și ucisă - a devenit unul din cele mai cunoscute ale tuturor timpurilor, fiind considerat și unul din cele mai bune, câștigând premiul pentru „Alegerea spectatorilor” la MTV Video Music Awards, fiind nominalizat și la „Cel mai bun videoclip”. Din cauza controversei, compania PepsiCo care încheiase recent un contract cu ea a fost amenințată cu boicotul, deoarece reclama conținea melodia pe fundal - deși nu avea nicio legătură vizuală cu videoclipul; într-un final, compania a anulat contractul de promovare, cu toate că Madonna și-a păstrat suma câștigată.

### „Like a Virgin”
„Like a Virgin” este primul single al cântăreței de pe al doilea album de studio, Like a Virgin, lansat în noiembrie noiembrie 1984, fiind inclus și pe compilațiile de hituri din 1990 și 2009, The Immaculate Collection și respectiv Celebration. Versurile și textul au fost compuse de Billy Steinberg și Tom Kelly, doi muzicieni necunoscuți la acea vreme; după succesul obținut cu Madonna, au compus pentru Whitney Houston, Cyndi Lauper și The Bangles. Deși inițial o baladă, din cauza versului „like a virgin”, piesa a devenit un cântec pop cu versuri romantice, ce descriu devotamentul etern. Pentru cele 500.000 de exemplare vândute în Statele Unite, RIAA i-a oferit discul de aur Madonnei.
Piesa a debutat la prima ediție a premiilor MTV (1984), provocând polemici aprinse datorită interpretării scandaloase ale Madonnei, fiind considerat unul din cele mai memorabile momente din cultura pop. Cântecul a fost primit cu recenzii pozitive, atât de către critizii muzicali cât și de ascultători, iar în urma interpretării, a avut un mare succes, devenind primul ei disc single care a atins prima poziție în Australia, Canada, Japonia și Statele Unite, atingând top 5 în Africa de Sud, Germania, Irlanda, Israel și Marea Britanie. În prezent este considerat un moment cheie în muzica pop, „Like a Virgin” fiind considerat unul dintre cântecele semnătură ale muzicienei, fiind interpretat de cântăreață în cinci din cele opt turnee ale sale, notabil în Blond Ambition (1990), unde a fost amenințată cu închisoarea în Canada datorită coregrafiei explicite sexual.

### „Like It Or Not”
Scris de Madonna, Christian Karlsson, Pontus Winnberg, Henrik Jonback și produs de Madonna și Bloodshy & Avant, a fost descris de Stuart Price, care a lucrat și el la cântec, ca fiind „modul perfect de a încheia albumul.” Madonna a inclus piesa pe albumul Confessions on a Dance Floor și în turneul ce promova albumul, Confessions Tour.

### „Liquid Love”
Cântec eletro/dance, compus de Madonna și William Orbit, a fost înregistrat inițial pentru albumul Music, cu toate că nu a mai fost inclus pe album. Varianta demo a apărut pe internet în vara anului 2006.

### „Little Star”
Madonna a declarat în mai multe interviuri că în producția albumului Ray of Light a fost inspirată de nașterea fiicei sale, Lourdes. Piesele „Drowned World/Substitute for Love”, „Nothing Really Matters” și „Mer Girl” conțin referi la aceasta, dar „Little Star” îi este dedicată ei. Madonna a interpretat o versiune acustică a cântecului în timpul emisiunii The Oprah Winfrey Show în 1998, fiind singura dată când a interpretat-o în fața publicului.

### „Live To Tell”

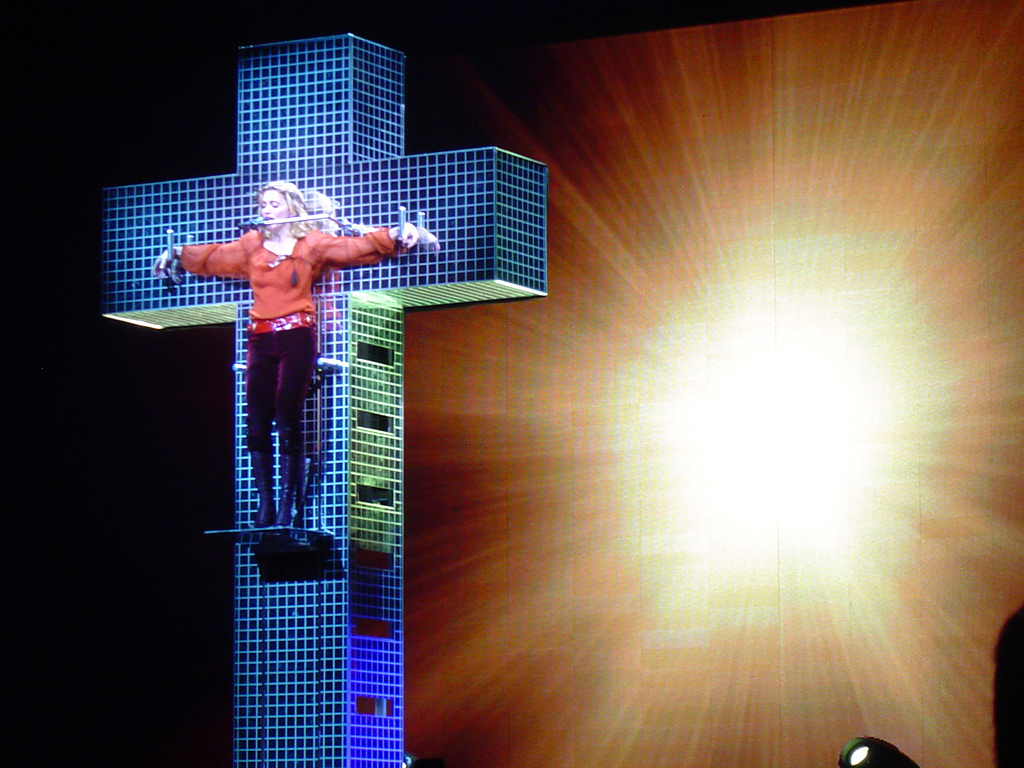
Interpretarea din turneul Confessions a fost blamată de către autorităţile religioase din Germania, Italia şi Rusia.

Compusă și produsă de Madonna și colaboratorul frecvent al acesteia în acea perioadă, Patrick Leonard, piesa a fost inițial folosită ca temă pentru filmul At Close Range, care îl avea în distribuție pe soțul de atunci al solistei, Sean Penn. Fiind primul single de pe noul album al acesteia, True Blue, și promovând o nouă imagine, mai conservatoare, în contrast total cu cea de pe albumul Like a Virgin, piesa s-a bucurat de succes atât critic (fiind și astăzi considerată cea mai bună baladă a ei de unii critici) cât și comercial (a devenit al treilea cântec al solistei ce urcă pe primul loc în Hot 100 și Canada, al doilea în Italia și al patrulea în Japonia). În 1991 a fost inclus pe compilația de hituri The Immaculate Collection, în 1995 pe compilația de balade Something to Remember, fiind și una din puținele balade ce au fost incluse pe Celebration (2009).
Piesa a făcut parte din trei turnee - Who's That Girl Tour (1987), Blond Ambition Tour (1990) și notabil în Confessions Tour (2006), în timpul căreia a purtat o coroană de spini pe cap, fiind „crucificată” pe o cruce uriașă.

### „Love Don't Live Here Anymore”
În 1984, Madonna a înregistrat versiunea ei pentru șlagărul formaței Rose Royce, lansând-o anul următor în Japonia, fiind ultimul single de pe albumul Like a Virgin. Această versiune a ajuns pe locul 2. În 1995, solista a ales piesa să facă parte de pe compilația ei de balade, Something to Remember, reînregistrând-o și remixând-o puțin, cu ajutorul lui David Reitzas, fiind ultimul single și promovat în America de Nord, Australia și Franța, în timp ce în restul Europei a fost relansată piesa de pe Like a Prayer, „Oh Father”. Spre deosebire de lansarea originală, această lansare a fost lipsită de succes, oferindu-i Madonnei cea mai slabă poziție în Statele Unite de la „Human Nature” anul anterior, și până la „Nothing Really Matters” în 1999. De asemenea, „Love Don't Live Here Anymore” a ocupat doar locul 48 în Franța, cea mai slabă piesă a ei după „Miles Away” (2008).
Videoclipul, regizat de Jean-Baptiste Mondino într-o pauză de două zile pentru Madonna, de la filmările pentru Evita. Deși simplu, fiind un singur cadru prelungit ce se apropie și apoi se îndepărtează de artistă, a fost inclus pe compilația video din 1999, The Video Collection 93:99, cu toate că a fost omis de pe DVD-ul lansat zece ani mai târziu, Celebration: The Video Collection.

### „Love Makes The World Go Round”
Scris și produs de Madonna și Patrick Leonard, cântecul a fost interpretat în timpul concertului Live Aid din 1985, fiind prima piesă de pe albumul True Blue auzită de public. Deși acesta trebuia să fie inițial primul single de pe album, planurile au fost în cele din urmă anulate, nefiind interpretată nici în turneul Who's That Girl Tour.

### „Love Profusion”
Ultimul single de pe albumul American Life s-a dovedit a fi un eșec comercial, atingând doar locul 99 în Romanian Top 100, devenind al treilea single consecutiv al artistei care nu se clasează în Billboard Hot 100, fiind primul de la „One More Chance” (1996) care ratează top 10 în UK Singles Chart. Cântecul a beneficiat de un videoclip, cu toate că nu a fost interpretat niciodată în turneul Re-Invention Tour.

### „Love Song”
Cântecul a fost scris de Madonna și Prince, fiind inclus pe albumul Like a Prayer. Deși cei doi au conlucrat la mai multe piese, aceasta este singura care a văzut lumina zilei, neștiindu-se nimic despre celelalte compoziții.

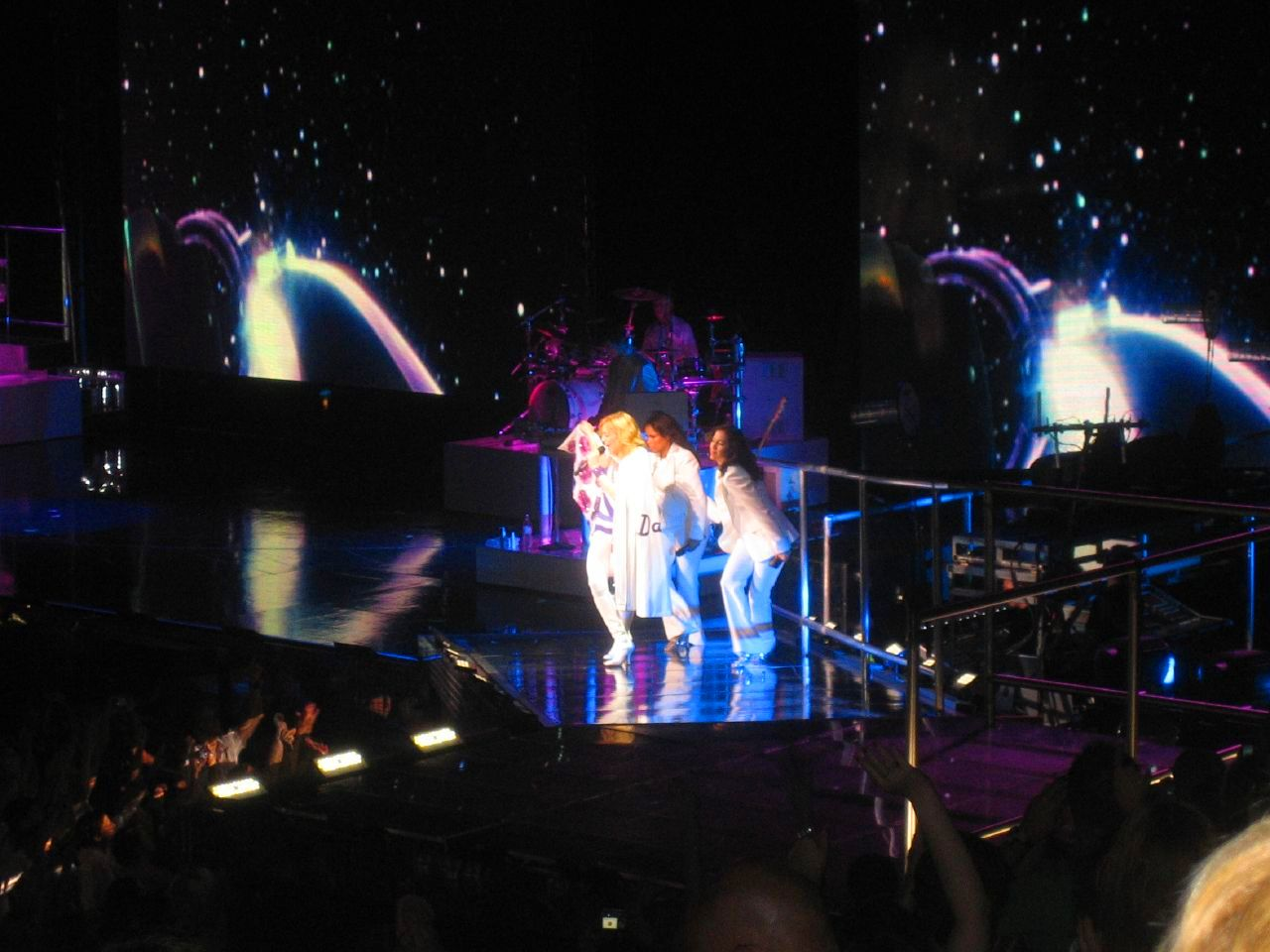
Interpretând „Lucky Star” în timpul segmentului disco din turneul Confessions.

### „Love Tried To Welcome Me”
O baladă tristă, în genul R&B, a fost scrisă și produsă de cântăreață și Dave „Jam” Hall. Cântecul conține un vers din peomul „Love Bade Me Welcome” de Georghe Herbert. Nu a fost niciodată interpretată live.

### „Lucky Star”
Primul cântec scris de Madonna ca artist înregistrat la Sire Records a fost „Lucky Star”. Lansat în 1983 inițial, s-a clasat pe locul 2 în Japonia, cu toate că s-a dovedit a fi un eșec în restul lumii. Odată cu relansarea din 1984 a discului single, de această dată promovat și de un videoclip, a devenit primul hit de top 5 al Madonnei în Statele Unite, fiind urmat de alte 15 hituri consecutive cu același succes, doborând recordul deținut de The Beatles. În Marea Britanie a ajuns doar pe locul 14, fiind unul din puținele ei piese care ratează top 10 aici. Deși a fost interpretat în turneul Virgin și Who's That Girl, solista nu a mai cântat piesa timp de aproape două decenii, până la turneul Confessions.
A fost inclus pe compilațiile de hituri The Immaculate Collection și Celebration.

## M

### „Material Girl”
Al doilea single de pe albumul Like a Virgin (1985), a devenit unul din cele mai cunoscute cântece ale Madonnei, în special datorită videoclipului în care aceasta îi aduce tribut lui Marilyn Monroe, actrița ce a influențat-o adesea pe solistă în carieră, existând mereu comparații între cele două. Deși primită cu recenzii mixte, „Material Girl” s-a clasat în top 5 în Australia, Belgia, Canada, Irlanda, Marea Britanie și Statele Unite, în timp ce a ajuns pe locul 1 în Japonia. Piesa a fost inclusă pe compilațiile greatest hits, The Immaculate Collection (1990) și Celebration (2009).

### „Me Against the Music” (în colaborare cuBritney Spears)
După faimoasa interpretare a pieselor „Like a Virgin”/„Hollywood” de la premiile MTV VMA din 2003, Madonna a dorit o colaborare cu Spears, alegând această piesă după ce a auzit-o. Deși considerată unul din cele mai slabe cântece ale ambelor artiste, a atins locul 1 în Australia, Irlanda și Japonia, cu toate că a ratat top 20 în România și Statele Unite. Cântecul nu a fost niciodată interpretat live de cele două soliste.

### „Mer Girl”
Scris și produs de Madonna și William Orbit, a fost inclus pe albumul Ray of Light și pe fața B a discului single „The Power of Good-Bye”. Versurile sunt foarte personale, vorbind despre soțul ei de atunci, Guy Rithcie, fiica și mama Madonnei.

### „Miles Away”

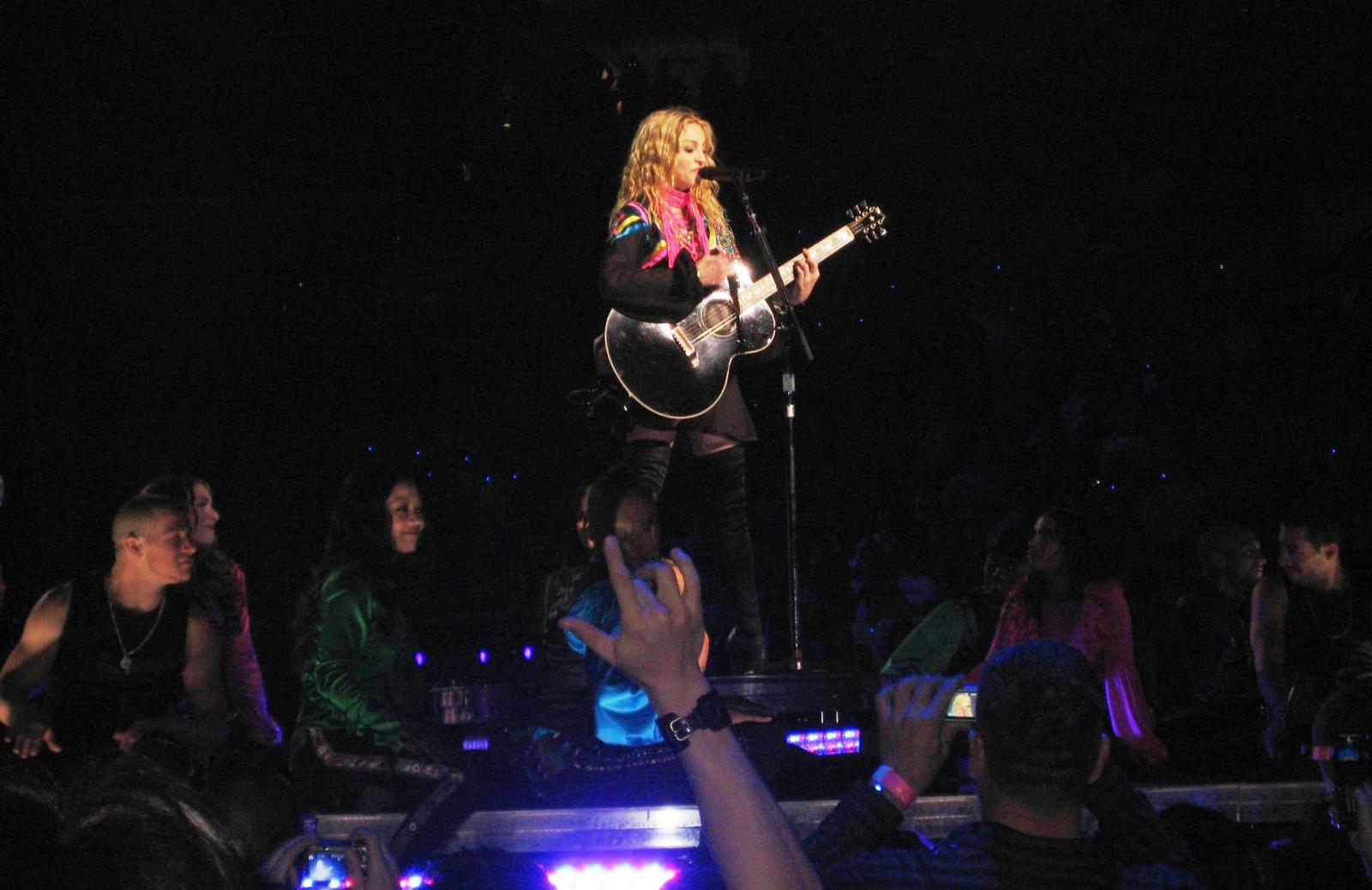
Madonna a interpretat „Miles Away” în timpul segmentului „gipsy” din Sticky & Sweet Tour.

Cântecul, scris de Madonna, Timbaland, Justin Timberlake și N. Hills, a fost al treilea și ultimul single de pe albumul Hard Candy (2008). În Japonia, unde a fost al doilea single, fiind folosit în serialul Change, a devenit un hit, vânzându-se în aproape 800.000 de descărcări digitale. Pe lângă succesul regional din Cehia, Germania, Japonia, Olanda și Spania, piesa s-a adeverit a fi unul din cele mai mari eșecuri comerciale ale artistei: a devenit primul cântec al Madonnei de la „Burning Up” (1983) care nu s-a clasat în Billboard Hot 100 sau Bubbling Under, fiind cel mai slab clasat single al acesteia în Franța (ocupând locul 54) și Marea Britanie, aici atingând locul 39, devenind singurul ei single care a ratat top 20 în această țară, terminând șirul hiturilor de top 20 consecutive, 66 la număr. Un videoclip nu a fost realizat pentru a fi promovată melodia, cu toate că unul a fost inclus în compilația video Celebration: The Video Collection.

### „More”
Scris de Stephen Sondheim și produs de Madonna și Bill Bottrell, cântecul a fost inclus pe coloana sonoră a filmului Dick Tracy, I'm Breathless. Versurile descriu viața oamenilor bogați, care, deși au multe avuții, mereu vor mai mult (engl. - „more”).

### „Mother And Father”
Cântecul, scris și produs de Madonna în colaborare cu Mirwais Ahmadzaï a fost inclus pe albumul American Life. La fel ca „Promise to Try”, „Inside of Me” sau „Mer Girl”, acesta dezbate temii morții premature a mamei Madonnei, precum și sentimentele de după eveniment, față de tatăl ei. Piesa a fost interpretată în turneul Re-Invention. Remixul, realizat de Peter Rauhofer, s-a clasat pe locul 9 în Billboard Hot Dance/Club Play, Madonna devenind artistul cu cele mai multe cântece de pe top 10 de pe album, în clasament.

### „Music”
Primul single propriu-zis de pe albumul de studio al Madonnei, Music, a fost lansat la sfârșitul verii 2000. Primit cu recenzii pozitive de către criticii muzicali, „Music” s-a dovedit a fi un cântec de succes și comercial, rivalizând cu populariteatea melodiei anterioare, „American Pie”. Cântecul a devenit al 12-lea (și ultimul) hit al Madonnei ce atinge locul 1 în Billboard Hot 100, devenind primul care reușește acest lucru de la „Take a Bow” în 1994; Madonna a devenit astfel, al doilea artist, după Janet Jackson care s-a clasat pe locul 1 în anii '80, '90 și 2000. Internațional, a mai atins locul 1 în Australia, Canada, Elveția, Italia, Marea Britanie, Norvegia și Noua Zeelandă, clasându-se în top 10 în Austria, Belgia, Franța, Germania, Irlanda, Olanda și Suedia.
Piesa a fost interpretată la MTV Europe Music Awards, Premiile Grammy, Live 8 și în turneele Drowned World Tour, Re-Invention Tour, Confessions Tour și Sticky & Sweet Tour; a devenit astfel unul din cele mai cântate melodii ale sale, fiind interpretată în fiecare an de la lansare, cu excepția anului 2002.

## N

### „Nobody Knows Me”
Scris și produs de Madonna și Mirwais Ahmadzaï pentru albumul American Life. A fost lansat ca disc single promo pentru cluburi, atingând locul 4 în Billboard Dance Music/Club Play, fiind remixat de Above & Beyond, Mount Sims și Peter Rauhofer. Solista a interpretat cântecul în turneul Re-Invention.

### „Nobody's Perfect”
Madonna și Mirwais Ahmadzaï au scris și produs piesa, ce a fost inclusă pe albumul din 2000 al solistei, Music. Aceasta a interpretat cântecul în timpul turneului Drowned World în timpul celui de-al doilea segment.

### „Nothing Fails”
Cântecul, scris de Madonna, Guy Sigsworth și Jem Griffiths și produs de Madonna, Mirwais Ahmadzaï și Mark „Spike” Stent a devenit cel mai apreciat critic de pe albumul American Life, fiind și printre preferatele fanilor de pe album. Deși a fost lansat ca single, nu a beneficiat de un videoclip, fiind unul din motivele pentru care piesa a înregistrat poziții slabe: a ratat clasamentul Hot 100, poziția maximă în Olanda și România fiind 49, în timp ce în Austria nu s-a clasat în top 50. A fost interpretat în turneul Re-Invention.

### „Nothing Really Matters”
Cântecul, scris de Madonna și Patrick Leonard și produs de aceasta alături de William Orbit și Marius De Vries, a fost al cincilea și ultimul single de pe albumul câștigător al premiilor Grammy, Ray of Light. Versurile descriu cum nașterea fiicei Madonnei, Lourdes, i-a schimbat acesteia concepția despre viață. Videoclipul o înfățișează pe solistă, într-o costumație inspirată de Memoriile unei gheișe, idolatrizând forme false de iubire, reprezentate aici de pungi cu apă. Către sfârșitul videoclipului, aceștia realizează că au greșit, începând să plutească în aer, odată cu descoperirea.
Pentru a o promova, Madonna a interpretat-o la premiile Grammy din 1999; cu toate acestea, piesa s-a dovedit a avea un succes mai mic decât predecesoarea, „The Power of Good-Bye”, dar comparabil mai mare decât „Drowned World/Substitute for Love”. Cu toate că a devenit încă un hit în clasamentul american al difuzărilor în club, a atins numai treapa a 93-a în Hot 100, fiind până în prezent cel mai slab clasat single al Madonnei, urmat de „Love Don't Live Here Anymore” (1996) și „Celebration” (2009).

### „Now I'm Following You”
Un duet între Madonna și iubitul ei de atunci, Warren Beatty, a fost inclus pe coloana sonoră I'm Breathless. Cântecul este de fapt împărțit în două: prima parte durează 1:35, iar a doua 3:18, prima parte fiind cea mai scurtă piesă oficială înregistrată de Madonna vreodată. Ambele părți au fost interpretate, fără întrerupere, în turneul Blond Ambition.

## O

### „Oh Dear Daddy”
Cântecul a fost interpretat în turneul Drowned World în timpul segmentului country. Nu a fost inclus pe niciun album al artistei, fiind disponibil doar pe lansarea video a turneului.

### „Oh Father”
După cântecul de dragoste „Cherish”, Madonna a lansat al patrulea single de pe album, un cântec ce descrie relația de iubire-ură cu tatăl ei. În ianuarie 1990, „Oh Father” reușește să ajungă pe locul 20 în Billboard Hot 100, coborând însă apoi, rupând astfel șirul de hituri de top 5 consecutive al Madonnei, ce începuse în 1984. Videoclipul a primit o nominalizare la premiile Grammy, fiind inclus pe compilația video The Immaculate Collection (1990) cu toate că nu a fost selectat printre cele 47 de videoclipuri incluse în Celebration: The Video Collection.

### „One More Chance”
Compus de Madonna și David Foster, piesa o prezintă pe solistă cântând singură, doar cu o chitară acustică pe fundal. A fost ultimul single european, în timp ce în restul lumii a fost promovat „Love Don't Live Here Anymore”. Cu excepția Italiei, unde s-a clasat pe locul 7, melodia a avut poziții dezamăgitoare, ratând top 10 cu un loc, în Marea Britanie (urmând după poziția de pe locul 16 a piesei „Oh Father”, a fost singura dată în cariera solistei când două single-uri consecutive au ratat top 10) și doar locurile 35 și 39 în Australia, respectiv Suedia.

### „Open Your Heart”
„Open Your Heart” este al patrulea single al Madonnei de pe albumul True Blue, fiind lansat pe 12 noiembrie 1986 de către Sire Records. A fost inclus pe primul „greatest hits” al cântăreței, The Immaculate Collection, într-o formă remixată. Deși inițial era un cântec rock 'n roll, Madonna l-a schimbat într-unul dance-pop. Din punct de vedere al versurilor, acesta spune povestea unui băiat îndrăgostit de o fată. Videoclipul, un tribut actrițelor Liza Minnelli și Marlene Dietrich, prezintă însă un alt concept al piesei - Madonna joacă rolul unei dansatoare exotice care se împrietenește cu un băiat, fugind din clubul în care lucra. A primit recenzii pozitive datorită faptului că a prezentat o diferită perspectivă asupra voyorismului și prezentarea inocenței în locul unei teme sexuale, cu toate că intrarea unui copil într-un club de striptease a fost criticată.
„Open Your Heart” a fost primit cu recenzii pozitive din partea criticilor muzicali, devenind un succes comercial, fiind al cincilea cântec al artistei care a atins prima poziție în Billboard Hot 100. Piesa a fost interpretată de cântăreață în două din turneele sale - Who's That Girl Tour (1987) și Blond Ambition Tour (1990), Madonna purtând faimosul sutien cu conuri în timpul cântecului. Mai mulți artiști au înregistrat preluări după piesă, apărând și în filmul Crossroads.

### „Over And Over”
Scris de Madonna și Steve Bray și produs de Nile Rodgers, cântecul a fost inclus pe al doilea album de studio, Like a Virgin (1984). În 1987 a fost inclus pe albumul de remixuri You Can Dance. Acesta a fost ultimul single de pe albumul Like a Virgin, fiind lansat doar ca disc single de 7", doar în Italia. „Over and Over” a ajuns doar pe locul 49, fiind cel mai prost clasat single al Madonnei după „Music Inferno” din 2007. Artista a interpretat-o doar în timpul primului ei turneu, The Virgin Tour.

## P

### „Papa Don't Preach”
Una din cele mai apreciate piese ale ei din punct de vedere critic, dar și comercial, a devenit al doilea single de pe albumul True Blue. Versurile descriu cum unei adolescente însărcinată îi este frică să-i spună tatălui ei despre situație. Deși grupurile care sprijineau mișcarea anti-avort au aplaudat intenția Madonnei, alții cu considerat că aceasta încurajează sarcinile adolescentine; cântăreața nu a comentat în legătură cu aceste reproșuri. A fost inclus în turneele Who's That Girl Tour, Blond Ambition Tour și Re-Invention Tour, precum și pe compilațiile The Immaculate Collection și Celebration.
Pentru cântec, Madonna a primit a doua nominalizare la premiile Grammy pentru „Cea mai bună înregistrare feminină”, câștigând premiul pentru „Cel mai bun videoclip al unei artiste” din alte două nominalizări la MTV Video Music Awards.

### „Paradise (Not For Me)”
„Paradise (Not For Me)” a fost prima colaborare dintre Madonna și Mirwais. Cântecul a fost înregistrat în 1999 pentru albumul lui Mirwais, Production. Încântată de rezultat, Madonna s-a decis să inclusă înregistrarea și pe noul ei album, Music. Aceasta a folosit piesa ca interludiu video în Drowned World Tour, interpretând-o pentru prima dată în 2006 în timpul Confessions Tour.

### „Physical Attraction”
Compus și produs de Reggie Lucas, cântecul a fost inclus pe albumul de debut al Madonnei, fiind lansat ca dublă față A cu „Burning Up”, cu toate că numai „Burning Up” a avut parte de videoclip. A fost mai târziu inclus pe compilația de remixuri You Can Dance.

### „Pretender”
La fel ca multe cântece din perioada de început a Madonnei, versurile au fost scrise doar de aceasta și Steve Bray, alte informații decât cele legate de producție nefiind disponibile. A fost inclus pe albumul de studio Like a Virgin, dar nu a fost interpretat live niciodată.

### „Promise To Try”
Pe albumul Like a Prayer - dedicat mamei ei - Madonna cântă pentru prima dată despre sentimentele ei: relația cu tatăl ei („Oh Father”), divorțul de Sean Penn („Till Death Do Us Part”), valorile de familie („Keep It Together”) și moartea prematură a mamei sale („Promise to Try”). Cântecul a putut fi auzit în documentarul În pat cu Madonna, când solista vizitează cimitirul în care este îngropată mama ei.

### „Push”
Cântec înregistrat de Madonna pentru albumul dance/disco Confessions on a Dance Floor. Producția și compunerea a fost realizată de aceasta și Stuart Price.

## R

### „Rain”
Rain este al cincilea single în Europa, Japonia și Australia și al patrulea în Statele Unite de pe albumul Erotica al Madonnei. A fost lansat pe 17 iulie 1993 în Statele Unite și pe 25 iulie în Marea Britanie. Videoclipul a fost premiat la MTV Video Music Awards pentru excelența tehnică deosebită.
Piesa a fost compusă de colaboratorul frecvent al Madonnei din acea perioadă, Shep Pettibone, și a primit recenzii mixte de la criticii de specialitate, atingând poziții de top 20 în majoritatea clasamentelor în care intrat, notabil în Billboard Hot 100 (după ce piesa anterioară fusese un eșec), în Marea Britanie unde a devenit al 33-lea single de top 10 consecutiv și în Canada unde a fost al doilea single de pe Erotica care atinge locul 2.

### „Ray Of Light”
„Ray of Light” este al doilea single al Madonnei de pe albumul Ray of Light; este bazat pe piesa „Sepheryn” de Curtiss Maldoon, restul cântecului fiind scris de artistă, William Orbit, Clive Muldoon, Dave Curtiss și Christine Leach, fiind produs de Madonna și Orbit. Deși comercial, mai puțin de succes în Europa, în comparație cu „Frozen”, a debutat pe locul 5 în Billboard Hot 100, fiind cel mai bun debut al solistei în acest clasament; critic, este considerat unul din cele mai bune cântece ale Madonnei. Piesa a fost interpretată în trei din cele patru susținute de la lansarea sa, interpretarea din turneul Confessions Tour fiind lansată pentru a promova CD-ul și DVD-ul The Confessions Tour.
Videoclipul a fost de asemenea primit cald de critici, câștigând premiul pentru „Videoclipul anului” din partea MTV și a premiilor Grammy. De asemenea, este adesea inclus în liste ce conțin cele mai bune videoclipuri ale tuturor timpurilor, rivalizând adesea cu „Express Yourself” sau „Vogue”.

### „Rescue Me”
Compus și produs de Madonna și Shep Pettibone, cântecul a fost unul din cele două noi înregistrări pentru compilația The Immaculate Collection (1990). Lansat la începutul anului 1991, Madonna a fost prea ocupată cu alte proiecte pentru a filma un videoclip, unele posturi difuzând un montaj realizat din momente luate din turneul mondial Who's That Girl (1987). Deși nu a fost un succes la fel de mare ca „Justify My Love”, „Rescue Me” a înregistrat la momentul respectiv cel mai bun debut al unei artiste în clasamentul Billboard, clasându-se într-un final pe locul 9, ocupând locul 5 în clasamentul american al difuzărilor radio. Internațional, s-a clasat în majoritatea topurilor în top 20, atingând top 10 în Canada, Italia, Olanda și Regatul Unit. Cântecul nu a mai fost inclus pe nicio compilație a Madonnei (fiind singura piesă de pe The Immaculte Collection care nu este prezentă și pe Celebration) și nici nu a fost interpretată vreodată live de solistă.

### „Revenge”
Cântec eletro/dance, compus de Madonna, Rick Nowels și Robert Miles, a fost înregistrat inițial pentru albumul Ray of Light, cu toate că nu a mai fost inclus pe album. Varianta demo a apărut pe internet în vara anului 2002.

### „Revolver” (în colaborare cuLil Wayne)
Cântecul, scris de Madonna, Dwayne Carter, Justin Franks, Carlos Centel Battey, Steven Andre Battey și Brandon Kitchen, este unul din cele două, scrise special pentru un nou album greatest hits, alături de „Celebration”. În decembrie a fost lansat ca ultimul single de pe album.

### „Ring My Bell”
Cu o producție semnată The Neptunes, melodia a fost inclusă pe varianta japoneză a albumul Hard Candy, precum și ca descărcare digitală exclusivă pentru album pentru cei ce-l descărcau de pe iTunes.

### „Runaway Lover”
Scris și produs de Madonna și William Orbit pentru albumul Music, este un cântec dance/electro. A fost promovat în timpului turneului promoțional Don't Tell Me, cu toate că a fost omis din turneul Drowned World Tour.

## S

### „Sanctuary”
Produs de Madonna și Dallas Austin, „Sanctuary” este un cântec R&B, inclus pe albumul Bedtime Stories din 1994. Madonna a folosit un vers din poemul „Leaves of Grass” de Walt Whitman în acesta: „Surely, whoever speaks to me in the right voice, him or her I shall follow, as the water follows the moon, silently, with fluid steps”.

### „Santa Baby”
„Santa Baby” este un cântec de Crăciun interpretat în original de Eartha Kitt în 1953. De-a lungul timpului mai multe cântărețe au înregistrat sau interpretat piesa, printre acestea fiind Madonna, Kylie Minogue, Pussycat Dolls, Mae West sau LeAnn Rimes. Varianta Madonnei a fost inclusă pe compilația A Very Special Christmas din 1987.

### „Secret”
Cel mai de succes single de pe albumul Bedtime Stories, a fost lansat în 1994 și a atins locul 1 în Canada (unde a stat timp de 10 săptămâni) și Elveția, clasându-se în top 3 în Franța, Italia, Japonia, Marea Britanie și Statele Unite. Deși cântecul vorbește despre un secret ce iubitul Madonnei îl deține, acesta nu a fost niciodată dezvăluit publicului. A fost interpetat în turneul Drowned World din 2001, fiind inclus pe compilațiile GHV2 și Celebration.

### „Secret Garden”
Inclus pe albumul Erotica, cântecul a fost scris și produs de Madonna și Andre Betts.

### „Shanti/Ashtangi”
Inspirată de religiile orientale, Madonna a compus melodia în timpul înregistrărilor pentru albumul Ray of Light, fiind folosită pe album și ca față B a discului single „Frozen”. A fost interpretată alături de „Ray of Light” la premiile MTV din 1998.

### „She's Not Me”
Cântec scris de Pharrell Williams și Madonna, fiind produs de The Neptunes și co-produsă de Madonna, a fost inclus pe ultimul album de studio al acesteia cu Warner Bros. Records, Hard Candy (2008). Piesa este una din preferatele fanilor, fiind inclusă și în turneul Sticky & Sweet.

### „Shoo-Bee-Doo”
La fel ca multe cântece din perioada de început a Madonnei, versurile au fost scrise doar de aceasta, alte informații decât cele legate de producție nefiind disponibile. A fost inclus pe albumul de studio Like a Virgin, dar nu a fost interpretat live niciodată.

### „Sing”
Scris de Annie Lennox pentru albumul ei de studio Songs of Mass Distruction, cântecul a fost înregistrat alături de alte 23 de artiste, printre care Madonna, Celine Dion, Dido, Faith Hill, Fergie, Joss Stone, Pink, Shakira și Sugababes. Madonna este singura, alături de Lennox, care cântă și o strofă, pe lângă vocea din refren. A fost lansat ca single către sfârșitul anului 2007, cu toate că nu s-a bucurat de popularitate, în ciuda numelor mare care apar în el. Acesta a fost dedicat proiectului HIV/SIDA, fiind un cântec de caritate.

### „Skin”
Piesă scrisă de Madonna și Patrick Leonard, producția fiind realizată de solistă și William Orbit. Titlul inițial al acesteia era „Flirtation Dance”. Deși era zvonit că avea să fie ultimul single de pe albumul Ray of Light, planurile nu au fost confirmate.

### „Sky Fits Heaven”
Deși nu a fost lansat ca single, a fost fața B pentru „Drowned World/Substitute for Love”. De asemenea, a fost interpretat în turneul Drowned World Tour din 2001. A fost lansat ca disc promo în cluburi, cu toate că a atins doar locul 41 în Billboard Hot Dance/Club Play.

### „Something To Remember”
Cântecul a fost inclus pe coloana sonoră I'm Breathless. Deși nu a fost single, cinci ani mai târziu a fost inclus pe compilația de balade care-i poartă numele, fiind, alături de „Forbidden Love” de pe Bedtime Stories, singurul cântec care nu a fost promovat vreodată de pe acest album în niciun fel.

### „Sooner Or Later”
Scris de Stephen Sondheim, cântecul a fost inclus pe coloana sonoră pentru filmul Dick Tracy, I'm Breathless. Acesta a fost nominalizat la premiile Oscar pentru „Cel mai bun cântec original”, câștigând trofeul. Mai târziu, Madonna a interpretat piesa și în timpul turneului Blond Ambition, întinsă pe un pian, amintind de cântărețele din anii '20-'30.

### „Sorry”
Scris și produs de Madonna în colaborare cu Stuart Price, „Sorry” a fost al doilea single de pe albumul Confessions on a Dance Floor. Acesta s-a dovedit a fi un succes comercial, devenind al 12-lea hit al artistei care atinge locul 1 în Regatul Unit, urcând pe aceeași poziție și în Belarus, Estonia, Grecia, Israel, Italia, România, Spania și Ungaria. Cântecul a fost interpetat în turneul Confessions și a fost inclus, alături de „Hung Up” pe albumul Celebration.

### „Spanish Eyes”
„Spanish Eyes”, în unele variante prezentat ca „Pray for Spanish Eyes” este un cântec al Madonnei de pe al patrulea album de studio, Like a Prayer (1989). Muzica și versurile au fost compuse de solistă și Patrick Leonard.

### „Spanish Lesson”
Scris de Madonna și The Neptunes, piesa a fost inclusă pe albumul Hard Candy. Deși a fost primită cu recenzii negative din partea criticilor muzicali și chiar a fanilor, Madonna a interpretat-o în timpul turneului Sticky & Sweet.

### „Spotlight”
Cântecul, o rămășiță de pe albumul True Blue, a fost folosit ca single în Japonia pentru a promova CD-ul cu remixuri You Can Dance. A atins locul 3, fiind singurul single lansat de Madonna în 1988. Madonna nu a interpretat niciodată piesa, și niciun videoclip nu a fost realizat pentru a o promova.

### „Stay”
La începutul anilor '80, când Madonna nu avea un contract de înregistrări, alături de Steve Bray, a compus o serie de cântece. O parte dintre ele nu au fost niciodată folosite, în timp ce altele au fost incluse pe albumul de debut (precum „Burning Up”). „Stay” este singurul ei cântec din acea perioadă care a fost inclus pe Like a Virgin. Nu a fost promovat și nici cântat în turneul Virgin.

### „Supernatural”
Compus de Madonna și Patrick Leonard, cântecul trebuia inițial să facă parte de pe albumul Like a Prayer, fiind însă într-un final folosit doar ca față B pentru discul single „Cherish”.

### „Super Pop”
Un cântec rar al Madonnei, a fost scris de aceasta și Mirwais Ahmadzaï, fiind disponibil ca piesă bonus membrilor fan clubului ei, ICON, în perioada promovării albumului Confessions on a Dance Floor.

### „Survival”
Scrisă de Madonna și Dallas Austin și produsă de Nellee Hooper și solistă, piesa deschide albumul Bedtime Stories (1994). Versurile descriu viața Madonnei de vedetă, făcând referire la longevitatea ei în industria muzicală - („I'll never be an angel/I'll never be a saint, it's true/I'm gonna be living to tell”, rom. „Nu voi fi niciodată un înger/Nu voi fi niciodată o sfântă/Voi supraviețui să povestesc”) precum și la criticile aduse la adresa ei de-a lungul timpului - („So here's my question/
Does your criticism...”, rom. - „Deci iată întrebarea mea/Oare criticile tale...”)

### „Swim”
Scrisă și produsă de Madonna and William Orbit, piesa face parte de pe albumul Ray of Light. La fel ca multe piese de pe album ca „Drowned World/Substitute for Love”, „Swim” și „Mer Girl”, „Swim” are ca tematică apa; într-un interviu, Madonna a declarat că apa este unul din elemente vitale vieții, de aici și ideea de a o folosi ca sursă de inspirație.

## T

### „Take a Bow”
„Take a Bow” este al doilea single al Madonnei de pe albumul din 1994, Bedtime Stories. Piesa a fost produsă și compusă de Madonna și Babyface, primind recenzii pozitive de la criticii de specialitate. A devenit primul disc single al cântăreței care ajunge pe locul 1 în Billboard Hot 100 în ultimii trei ani, ocupând poziția timp de șapte săptămâni; ironic, a devenit unul din puținele piese ale Madonnei care nu au intrat în top 10 în UK Singles Chart.
Videoclipul a primit două nominalizări la premiil MTV din 1994: pentru „cea mai bună regie artistică” și „cel mai bun videoclip al unei artiste”, câștigând ultimul. Cântecul nu a fost interpretat de artistă în niciun turneu, doar alături de Babyface la American Music Awards și Festivalul de cântece de la San Remo, iar singură în timpul unei emisiuni germane, Wetten Dass (toate trei în 1995). A fost inclus un an mai târziu pe compilația de balade Something to Remember, iar apoi pe compilațiile de hituri GHV2 și Celebration.

### „The Look of Love”
La fel ca multe alte cântece, pentru producție și compunere au primit credit ea și Patrick Leonard. Unul din cele patru cântece de Madonna de pe albumul Who's That Girl, a fost lansat ca single către sfârșitul anului 1987, doar în Europa Vestică și Japonia; piesa s-a dovedit însă a fi un eșec, terminând șirul hiturilor de top 5 consecutive ale Madonnei din Marea Britanie, clasându-se pe locul 9, în timp ce s-a clasat în afara top 20 în Elveția, Franța și Germania, cu toate că a reușit un loc 6 în Irlanda.

### „The Power Of Good-Bye”
O baladă scrisă de Madonna și Rick Nowels, a fost inclusă pe Ray of Light (1998) și GHV2 (2001). Cântecul s-a bucurat de popularitate mare, clasându-se pe locul 4 în Austria și Germania, precum și top 10 în Canada, Elveția, Marea Britanie, Olanda, Suedia, ratându-l în Statele Unite cu doar un loc.

### „Thief Of Hearts”
Scrisă și produsă de Madonna și Shep Pettibone pentru albumul Erotica, melodia spune povestea unei femei care o critică pe o cunoscută de-a ei pentru faptul că fură bărbatul altor femei, inclusiv al povestitoarei.

### „Think Of Me”
Un cântec scris de Madonna și produs de Reggie Lucas pentru debutul de debut al Madonnei, intitulat Madonna. Nu a fost lansat ca single și nici interpretat live în fața publicului.

### „This Used To Be My Playground”
Lansat în 1992, înaintea albumului Erotica, cântecul diferea complet de orice single de până atunci al Madonnei, fiind o baladă melancolică. Deși a devenit al zecelea single al Madonnei ce atinge locul 1 în Statele Unite, al 12-lea în Japonia și al 13-lea în Canada, piesa nu a fost inclusă pe compilațiile de hituri ce au prededat-o, The Immaculate Collection și Celebration, făcând parte doar de pe Something to Remember, compilația de balade lansată în 1995.

### „Till Death Do Us Part”
Un cântec scris și compus de Madonna și Patrick Leonard, acesta descrie una dintre frecventele certuri dintre solistă și soțul ei de atunci, Sean Penn. A fost inclus pe albumul Like a Prayer.

### „Time Stood Still”
Madonna și William Orbit au realizat două cântece pentru coloana sonoră a filmului The Next Best Thing: o preluare după single-ul de Don McLean, „American Pie”, și balada „Time Stood Still”, aceasta din urmă nefiind promovată însă.

### „To Have And Not To Hold”
Unul din primele cântece scrise pentru albumul Ray of Light, Madonna a apelat din nou la ajutorul colaboratorului ei frecvent, Patrick Leonard. A fost inclus și ca față B pentru „Nothing Really Matters” a discului single nord-american.

### „True Blue”
Cântecul ce dă titlul celui de-al treilea album de studio al Madonnei, a fost al treilea single de pe album, fiindu-i dedicat soțului de atunci a solistei, Sean Penn, ca tot albumul True Blue de altfel. Deși s-a bucurat de succes comercial, atingând locul 1 în Canada, Irlanda, Japonia și Marea Britanie, precum și în Eurochart Hot 100, nu a fost inclus pe nicio compilație a Madonnei, cu excepția EP-ului promoțional, lansat doar în Marea Britanie, The Holiday Collection; de asemenea, a fost interpretat doar în turneul Who's That Girl Tour, divorțând de Penn în 1988.

## V

### „Vogue”
Scris și produs de Madonna alături de Shep Pettibone, cântecul a fost primit cu recenzii pozitive de la criticii muzicali. Inițial, piesa a fost creată pentru a servi ca față B discului single „Keep It Together”, cu toate că executivii de la Warner Bros. au observat potențialul unui hit, anulând lansarea, „Keep It Together” fiind lansat cu varianta instrumentală ca față B în ianuarie 1990, în timp ce „Vogue” avea să fie lansat ca disc single în luna martie, premiera având loc în timpul turneului Blond Ambition.
Cântecul, videoclipul și mișcările de dans sunt considerate ca alcătuind un moment reprezentativ pentru cariera artistei, dar și pentru muzica pop în general. Piesa a ajuns pe locul 1 în Australia (singura țară unde a fost lansată alături de „Keep It Together”, însă ca dublă față A), Belgia, Canada, Italia, Japonia, Marea Britanie, Statele Unite și Suedia. Videoclipul, un tribut adus luxului și vedetelor anilor '30, '40 și '50, a primit opt nominalizări la premiile MTV, inclusiv la „cel mai bun videoclip al unei artiste”, „cel mai bun videoclip dance” și „cea mai bună coregrafie”, câștigând însă doar la trei categorii, toate trei pentru realizările tehnice folosite.
„Vogue” a fost interpretat, pe lângă turneul Blond Ambition, la premiile MTV din 1990, în turneul The Girlie Show (1993), turneul Re-Invention (2004) și recent, turneul Sticky & Sweet (2008/2009).

### „Voices”
Deși scris și produs de Madonna alături de echipa care i-a produs și restul albumului Hard Candy (printre care Justin Timberlake și Timbaland), acest cântec este total diferit de ritmurile obișnuite ale producătorilor menționați, fiind cel mai apreciat de pe album de către criticii muzicali.

## W

### „Waiting”
Compus și produs de Madonna și Andre Betts, piesa, văzută de unii ca o continuare la „Justify My Love”, a fost inclusă pe albumul Erotica. Deși nu a fost single, acest cântec cu influențe hip hop a fost folosit pentru fața B a discului single „Rain”. CD-ul maxi conține un remix ce conține versuri de rapperul Everlast. Piesa, în nicio formă, nu a fost interpretată live.

### „What It Feels Like for a Girl”
Introducerea vorbită este luată din filmul The Cement Garden, versurile fiind rostite de actrița Charlotte Gainsbourg; Madonna a fost inspirată să scrie cântecul după vizionarea secvenței respective. Fiind ultimul single de pe albumul Music, piesa a avut un succes mai mic ca precedentele, atingâng totuși top 3 în Canada și Italia, top 10 în Australia și Regatul Unit și top 20 în Belgia, Elveția, Irlanda, Germania, Olanda și Suedia. Deși pe album este o baladă, videoclipul a fost filmat folosind remixul de Above & Beyond, ce folosește doar o mică parte din refren. Datorită violenței din acesta, clipul a fost interzis pe MTV, fiind lansat apoi ca single pe suport DVD. Varianta baladă a fost inclusă pe GHV2, fiind însă omisă de pe Celebration.

#### „Lo Que Siente La Mujer”
Deși nu a interpretat niciodată „What It Feels Like for a Girl”, versiunea spaniolă a piesei, ce a fost folosită ca față B, a fost cântată în turneul Drowned World din 2001, în timpul segmentului latino. Traducerea a fost realizată de Alberto Ferraras, cu toate că fanii s-au declarat nemulțumiți de faptul că traducerea nu a fost mot-a-mot.

### „Where Life Begins”
Compus și produs de Madonna alături de Andre Betts, cântecul este unul din cele trei de pe albumul Erotica în care se face referire la sex, deși totul se bazează pe aluzii și nu pe cuvinte „murdare”.

### „Where's The Party”
Un cântec compus de Madonna, Steve Bray și Patrick Leonard, a fost inclus pe True Blue (1986), fiind remixat un an mai târziu și inclus pe primul album de acest fel al Madonnei, You Can Dance, remixul fiind realizat de Shep Pettibone, cu care Madonna avea să colaboreze la mai multe remixuri precum și la albumul Erotica. Deși nu a avut niciodată o lansare oficială, au fost produse câteva discuri promoționale pentru a promova albumul You Can Dance. Piesa a fost interpretată în Who's That Girl Tour și Blond Ambition Tour, elemente din aceasta („Where's the party?/I want to free my soul/Where's the party?/I want to lose control”) fiind folosite în 2006 pentru melodia „Music Inferno” din Confessions Tour.

### „White Heat”
Cântecul a fost scris și produs de Madonna în colaborare cu Patrick Leonard și îi este dedicat actorului Jimmy Cagney, care are câteva replici rostite în timpul acestuia, acestea fiind luate chiar din filmul cu același nume ca piesa. Deși nu a fost promovată, melodia a fost cântată în turneul mondial Who's That Girl.

### „Who's That Girl”
Primul single de pe coloana sonoră a filmului Who's That Girl a fost produs și compus de Madonna și Patrick Leonard. A fost un hit internațional, atingând locul 1 în Belgia, Canada, Irlanda, Japonia, Marea Britanie și Statele Unite, fiind oprit pe locul 2 în Elveția, Franța, Germania, Olanda și Suedia; în ciuda succesului comercial, a primit recenzii mixte de la criticii muzicali, alături de întreaga coloană sonoră. Surprinzător, cântecul nu a fost inclus pe The Immaculate Collection (1990), cu toate că face parte din EP-ul The Holiday Collection, fiind într-un final selecționat pentru albumul gratest hits din 2009, Celebration.

### „Why's It So Hard”
Scris de Madonna în colaborare cu Shep Pettibone pentru albumul acesteia, Erotica, versurile diferă de majoritatea tematicii albumului, care abordează teme de genul sexualitate, homosexualitate sau dependență, acesta este un cântec pacifist, îndrumându-i pe ascultători să-și iubească aproapele. Cântecul a fost interpretat în turneul The Girlie Show Tour, cu o coregrafie provocatoare; varianta live a acestuia a fost inclusă pe unele versiuni ale maxi-single-ului „I'll Remember”.

### „Words”
Un cântec de pe Erotica, scris și produs de Madonna și Shep Pettibone. Versurile descriu cum uneori cuvintele rănesc la fel de tare ca armele propriu-zise - („Words/They cut like a knife”, rom. „Cuvintele/Taie ca un cuțit”).
Cântecul nu a fost niciodată interpretat live de solistă.

## X

### „X-Static Process”
Pe 15 aprilie 2003, cu câteva zile înainte de lansarea albumului American Life, piesa a avut premiera online pe site-ul Yahoo!. Compusă alături de Stuart Price, Madonna a declarat despre aceasta: „Este melodia mea preferată de pe album pentru că sunt doar su singură cu chitara. Nu știu de ce, dar această piesă îmi aduce aminte de copilăria mea...e un cântec foarte simplu.” Titlul piesei a fost folosit mai târziu pentru o expoziție de Steven Klein cu poze de-ale Madonnei, ce au fost apoi folosite în timpul turneului Re-Invention Tour.

## Y

### „You Must Love Me”

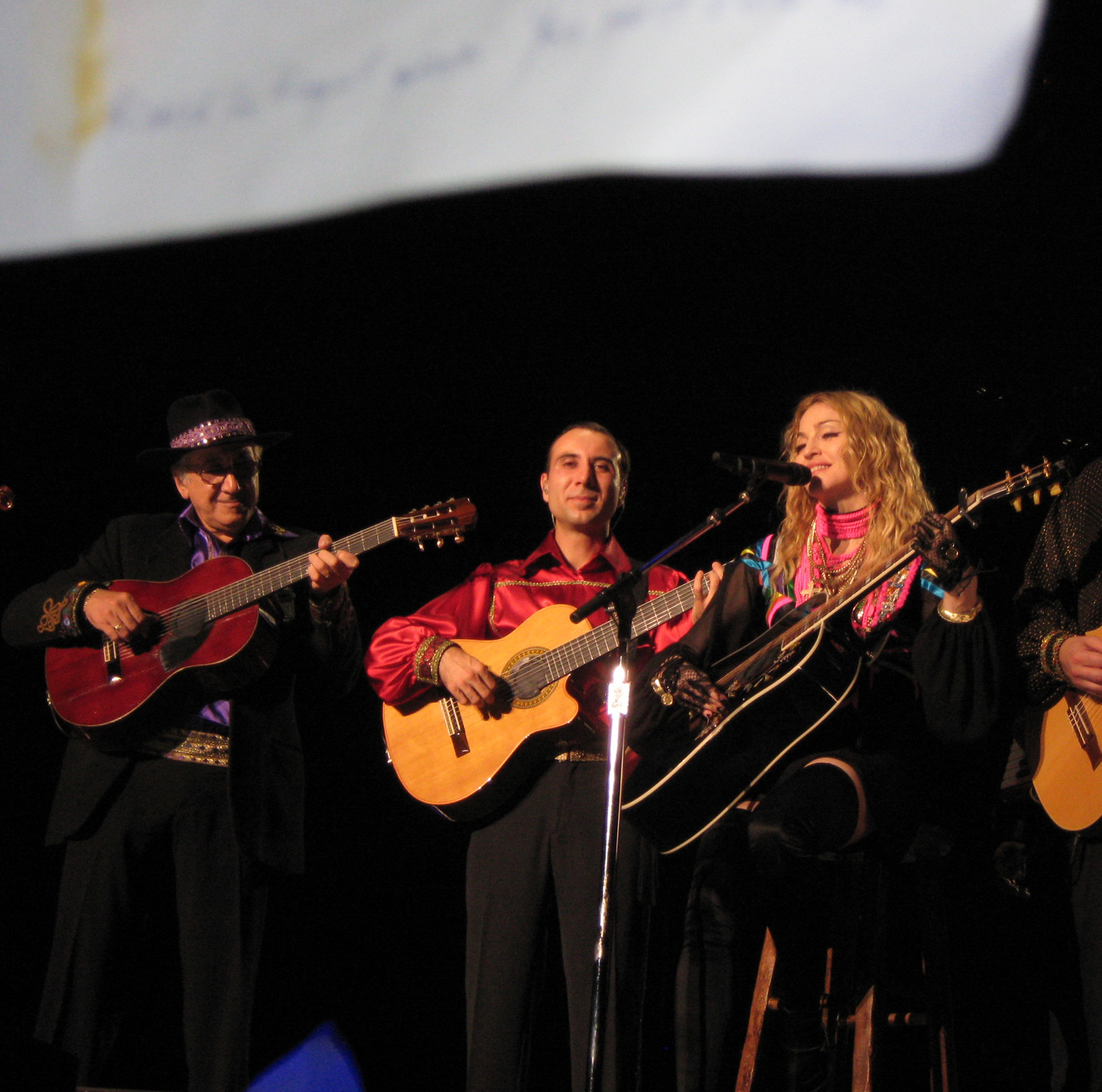
Interpretarea cântecului „You Must Love Me” în turneul Sticky & Sweet a fost singurul moment calm al concertului, alături de „Devil Wouldn't Recognize You”.

Piesa scrisă de Andrew Lloyd Webber și Tim Rice și produsă de primul alături de Nigel Wright, Alan Parker și David Caddick, a fost primul single de pe coloana sonoră a filmului muzical Evita. Lansat în toamna anului 1996, nu a ajuns decât pe locul 18 în Billboard Hot 100, deși a primit un disc de aur pentru copiile vândute. Cu excepția Italiei și Regatului Unit, piesa a avut în general poziții slabe în topuri, ratând top 40 în Elveția, Franța, Germania, Irlanda și Suedia, nereușind să se claseze în clasamentele din Austria, Belgia și Olanda.
În ciuda insuccesului comercial, noua piesă, compusă special pentru film a fost primită bine de către critici, câștigând un premiu Oscar și un Glob de Aur la categoria „Cel mai bun cântec original” în 1997, interpretând piesa în timpul galei premiilor Oscar. Piesa a fost cântată pentru prima dată într-un turneu în 2008 și 2009, de-a lungul turneului Sticky & Sweet.

### „You'll See”
Lansat în toamna anului 1995, după două cântece ce în mare au dezamăgit și un single anulat din cauza drepturilor de autor, „You'll See” s-a dovedit a fi un succes neașteptat, dar de care Madonna avea indiscutabil nevoie. Piesa a debutat pe locul 8 în Hot 100, atingând locul 6 în ediția următoare, după care a coborât încet din top, oscilând timp de încă șapte săptămâni între locurile 8 și 11, fiind un succes la radio, precum și în clasamentul vânzărilor. Pentru vânzările discului single, Madonna a primit discul de aur în Japonia (unde piesa a ajuns pe locul 1) și în Statele Unite. În Europa, a fost primit cu păreri diferite, atingând top 5 în Austria (primul de la „Express Yourself”) și Regatul Unit, treapta a șasea în Italia și Suedia, locul 8 în Elveția și top 20 în Franța, Germania, Irlanda și Olanda. Videoclipul a fost filmat ca o continuare pentru „Take a Bow”, cu toate că nu a primit nicio nominalizare la MTV VMA, spre deosebire de „Take a Bow” care câștigase anterior premiul pentru „Cel mai bun videoclip al unei artiste”.
Pentru a promova piesa, Madonna a avut una din rarele sale apariții în cadrul emisiunii britanice Top of the Pops. Surprinzător, în timpul turneului Drowned World Tour din 2001, în timpul unora dintre spectacolele americane, a interpretat piesa în locul cântecului „Gone” de pe albumul promovat, Music; interpretarea nu a fost inclusă în lansarea video. În afară de compilația de balade Something to Remember pe care și-a făcut debutul, „You'll See” nu a mai fost inclus pe niciun alt album al Madonnei, doar videoclipul fiind inclus pe compilația video Celebration: The Video Collection (2009)

#### „Veras”
Scris și produs de Madonna și David Foster, „Veras” este varianta în limba spaniolă a cântecului „You'll See”, fiind disponibilă pe varianta latino-americană a albumului Something to Remember, ca piesă bonus. Deși nu a fost lansat ca single, un videoclip a fost filmat, înfățisând-o pe artistă înregistrând piesa, momentul fiind intercalat cu secvențe din videoclipul original.

### „Your Honesty”
Madonna a compus piesa alături de Dallas Austin, inițial pentru albumul Bedtime Stories, însă nu a fost selectat să apară pe acesta. Aproape zece ani mai târziu, a fost inclusă pe EP-ul Remixed & Revisited, lansat pe 25 noiembrie 2003. Ironic, a fost piesa cea mai bine primită de critică de pe album.